# そごうの店舗一覧

そごうのロゴ

そごうの旧ロゴ

そごうの店舗一覧（そごうのてんぽいちらん）では、株式会社そごう・西武が運営する百貨店のうち、「そごう」ブランドの店舗（2009年まで株式会社そごうが運営していた当時の店舗を含む）を掲載する。また過去に存在した店舗、出店予定があったが実現しなかった店舗についても掲載する。

## 営業中の店舗
関西を地盤としていたそごうは、水島廣雄社長の下で拡大路線を進め、千葉そごうを第一弾として、国道16号を中心とした首都圏の郊外都市に積極的に出店した。そして北は北海道から南は九州、さらには海外に至るまで、最盛期には30店舗以上の広範な店舗網を有しており、それぞれが地域子会社として水島廣雄が株主の大半を握る株式会社千葉そごうが各地の子会社に出資していた。急激な多店舗展開により、1992年には小売業で売上高日本一を誇った。しかしバブル崩壊以降、担保にしていた不動産の価値が低下し、さらに急激な多店舗展開によって経営難に陥った2000年に経営破綻し、直営の大阪店や東京店（有楽町そごう）をはじめとする多くの店舗が閉鎖された。その後西武百貨店と業務提携して経営再建を行い、ミレニアムリテイリングの発足、セブン&アイグループ入りと変遷したが、その過程でさらに不採算店舗の閉鎖が進んだ。2005年には大阪店の跡地に心斎橋本店を開店させて関西地区での事業強化を図ったが、わずか4年で閉店に追い込まれた（大丸心斎橋店北館→心斎橋パルコに転換）。その後も直営店だった神戸店をエイチ・ツー・オー リテイリング（阪急阪神百貨店）へ譲渡（神戸阪急に転換）するなど、大阪発祥の百貨店にもかかわらず関西地区の店舗の経営不振による閉鎖・譲渡が進み、2020年の西神店（神戸市）閉店により関西からは完全に消滅した。
2021年3月現在、国内で営業しているのは大宮店、千葉店、横浜店、広島店の4店舗である。全店舗がセブン&アイ・ホールディングスにより「基幹店」（「旗艦店」ではない）と位置づけられている。2021年2月28日の川口店閉店をもって非基幹店は消滅した。
そごうの経営破綻時、東京店・大阪店・神戸店の3店（いずれも閉店）は、株式会社千葉そごうと日本興業銀行（現在のみずほ銀行）が大株主である上場企業の株式会社そごうの直営店で、それ以外は水島廣雄が過半数株主である株式会社千葉そごう（資本金1億円）と、千葉そごう100%出資で完全子会社の株式会社柏そごう、株式会社廣島そごうの出資により、店舗ごとに子会社が設立されて経営が行われていた。前述の3社と各地の店舗運営子会社の間で株式持ち合いが行われ、かつてのメインバンクであった長銀・興銀を筆頭に、地方銀行からも出資会社の債務保証を取り付けて多額の融資を受けていた。この複雑な資本関係のため、経営破綻するまで店舗ごとの財務状態は明らかにされなかった。報道では「そごうグループXX社」と称されていた。後項も参照のこと。
現在は全店「そごう+地名」の形の「そごう○○店」が正式名称であるが、経営破綻以前は、直営3店舗はそれぞれ「有楽町そごう」（東京店）、「心斎橋そごう」（大阪店）、「神戸三ノ宮そごう」（神戸店）という通称があり、子会社運営の店舗は「○○そごう」が正式な店名であった。経営破綻前の名残から、一般には現在も通称として使われている（西武も同様）。
東日本地域のほとんどの店舗は、再開発組合や鉄道事業者・デベロッパーなど、他の事業体が建設したテナントビルに核店舗として入居する形態を取り、1980年代以降、1997年の錦糸町そごう（2000年閉店）まで立て続けに出店を行っていた。その場合、そごうのテナント区画外にある店舗では「ミレニアムカード」や「全国百貨店共通商品券」などが使用できない。東日本以外にもこうした形態の店舗は存在した。

### 千葉店
- 旧店：千葉県千葉市中央区富士見2-3-1[4] 塚本大千葉ビル[4]（千葉駅南口）
1966年10月28日「株式会社千葉そごう」設立[4]。1967年3月21日開店。1993年4月業態転換。
別会社方式によるそごうグループ多店舗化1号店[5]。開業2年目で地域一番店となり、3年目に早くも黒字化した[5]。以降出店の際は全て千葉そごうが出資する形を取っていた[5]。
1993年4月27日の新店舗開業に伴い、若者向けやスポーツ用品の専門館（店舗名「Bee-One」）に業態転換し、4館合計で売場面積約90,000m2となった[5][6]。
そごう経営破綻後に閉店。旧店舗跡にはヨドバシカメラ千葉店、かねたや家具などが入居した[7]。
- 新店：千葉県千葉市中央区新町1000　センシティビルディング（京成千葉駅直結）
1992年「株式会社新千葉そごう」設立。1993年4月27日開店[6]。売場面積69,648m2。
売上高はそごう各店の中で第2位。千葉そごう美術館を併設していた。三越千葉店閉店以降は、政令指定都市である千葉市唯一の百貨店となった。

### 広島店
- 本館：広島県広島市中区基町6-27 広島センタービル（広島バスセンター）
1972年2月15日「株式会社廣島そごう」設立[8]。1974年10月10日開店[9]。
早期の出店で黒字化していたため、千葉そごうなどと並んで各地の出店で出資していた[5]。
- 新館：広島県広島市中区基町6-78 広島電鉄：紙屋町西　NTTクレド基町ビル[5]
1990年「株式会社広島そごう新館」設立。1994年4月22日開店。
2023年8月31日閉店。
広島電鉄紙屋町西電停前　売場面積57,839m2。

### 横浜店
神奈川県横浜市西区高島2-18-1　横浜新都市ビル 売場面積68,410m2。
1969年「株式会社横浜そごう」設立。1985年9月30日開店。
横浜駅東口の再開発ビル「横浜新都市ビル」の核店舗として出店。地下には横浜駅東口バスターミナルがある。そごう美術館を併設。
売上高・店舗面積ともにそごうの中で最大、そごう・西武としては売上高は西武池袋本店に次ぐ2位、店舗面積は1位を誇る。

### 大宮店
埼玉県さいたま市大宮区桜木町1-8-4 大宮スカイビル（大宮駅西口）
1981年「株式会社大宮そごう」設立。1987年3月27日開店。

売場面積40,295m2。

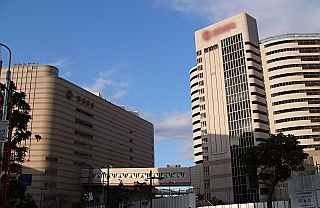
そごう千葉店
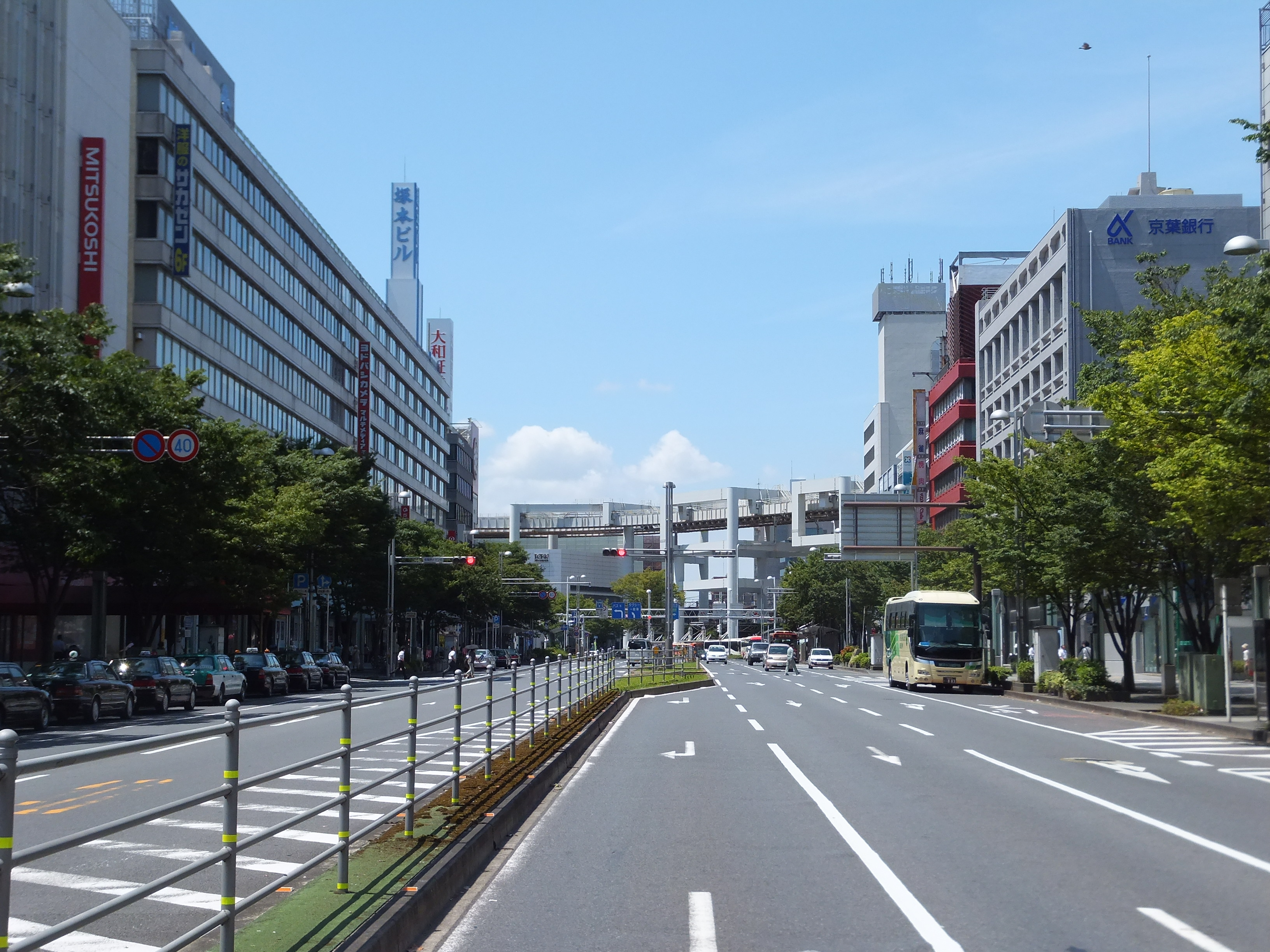
旧・千葉そごう跡地 千葉駅前大通り。左手のヨドバシカメラ千葉店があるビルに入居していた。
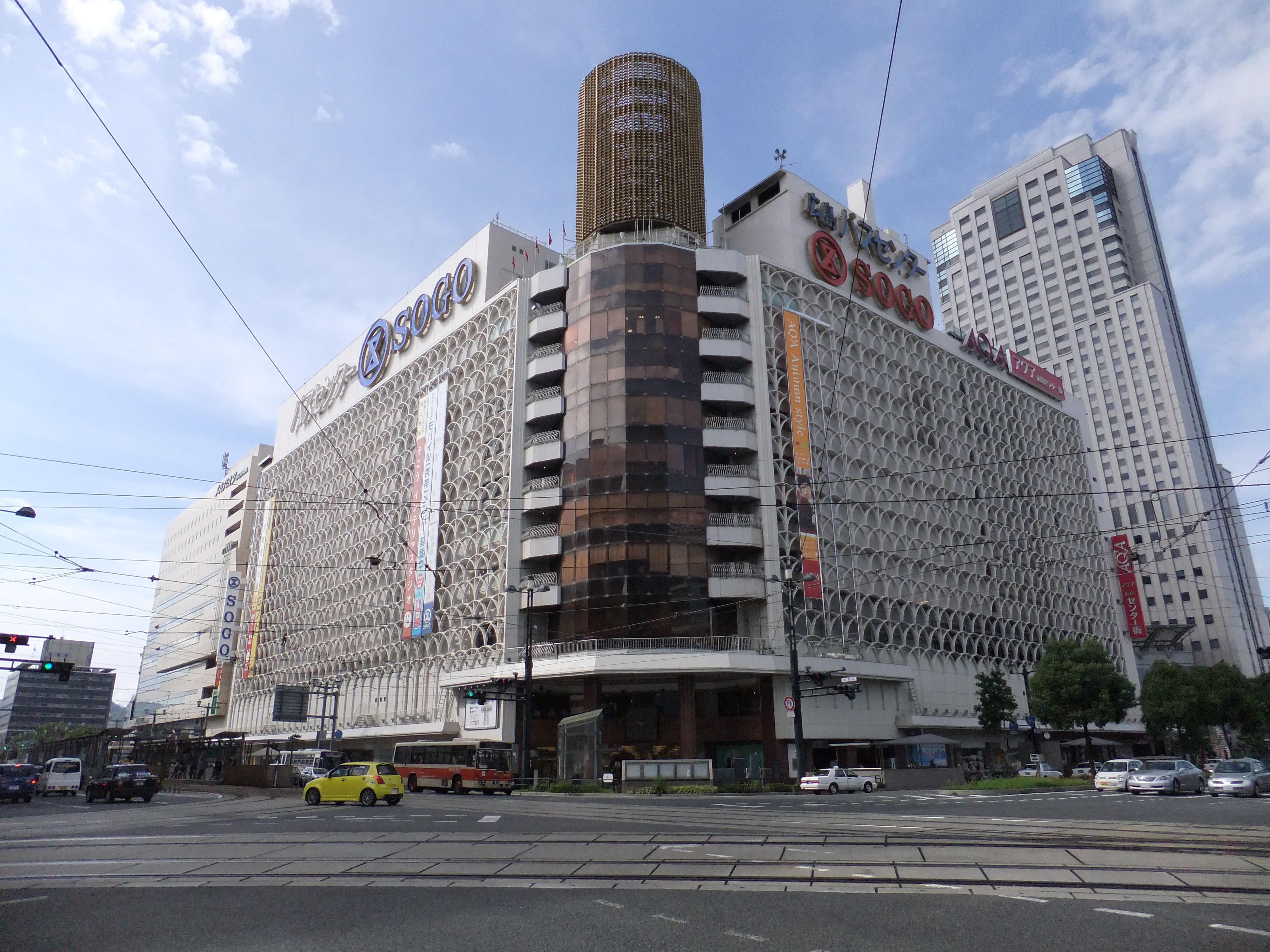
そごう広島店
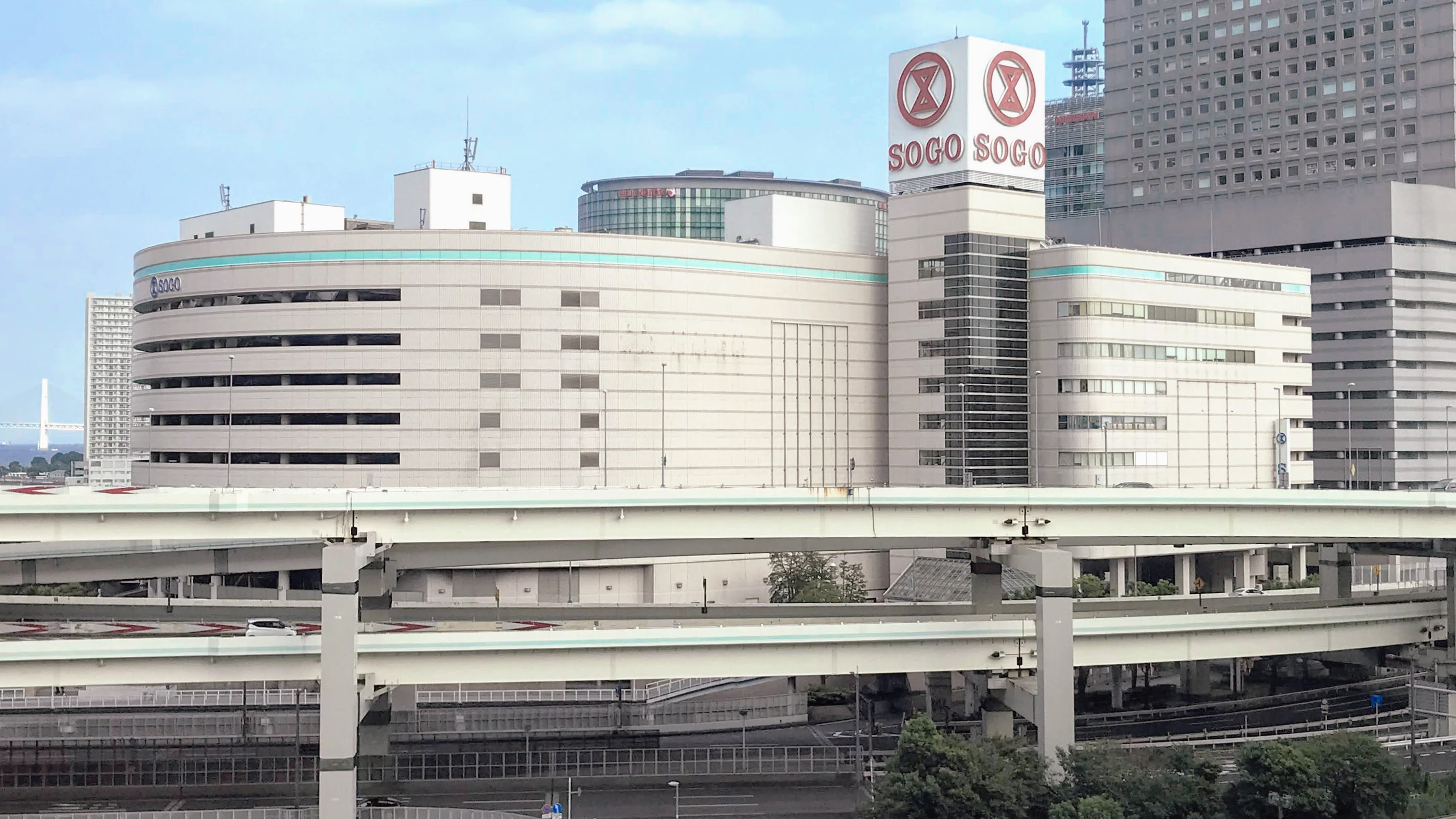
そごう横浜店
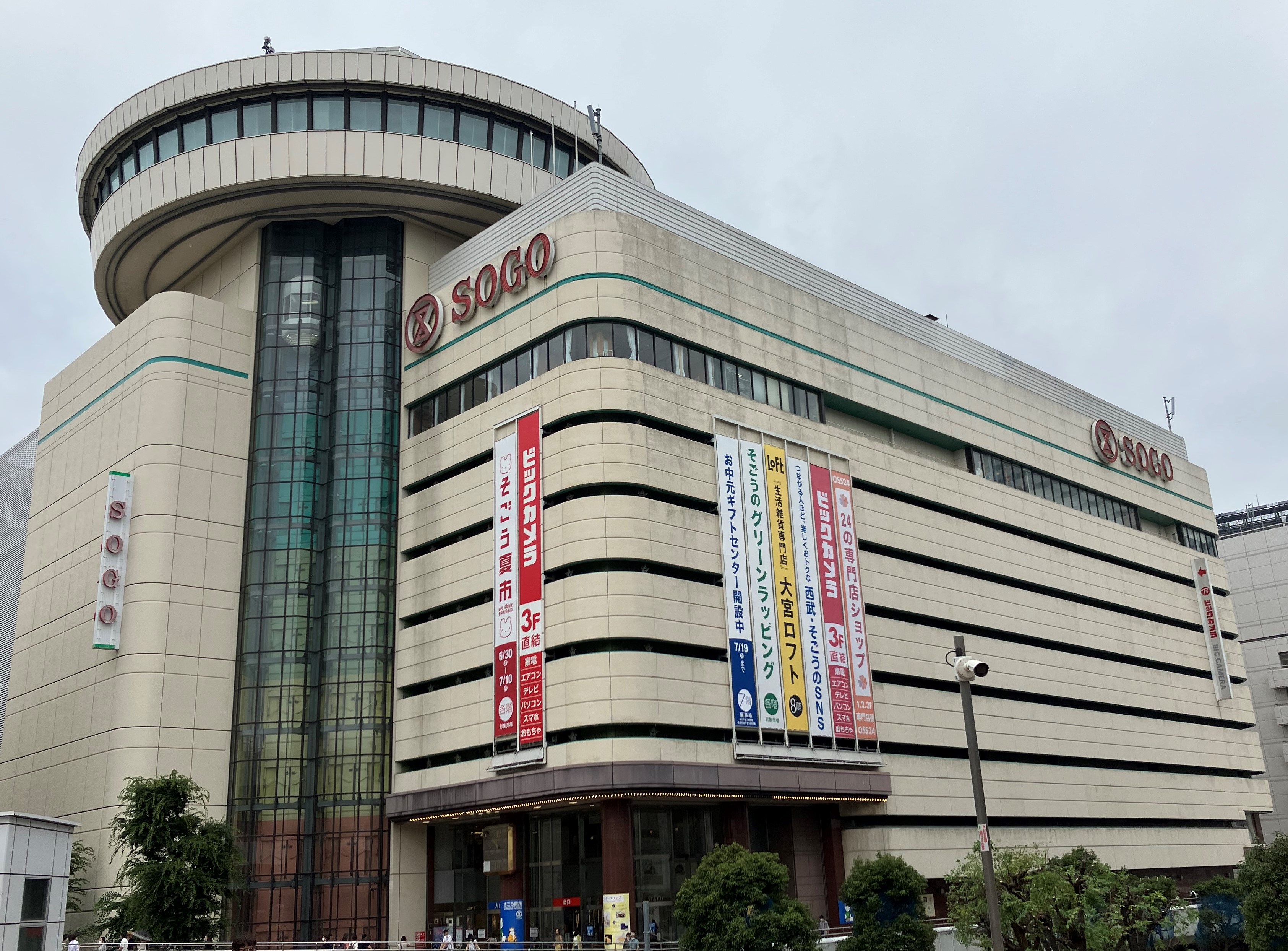
そごう大宮店

## 過去に存在した店舗
ギフトショップを除く。各店開店閉店年月日は「そごう社史」より。

### そごう・西武（セブン&アイ）移行後
そごう心斎橋本店（2005年開店の新店舗）
大阪府大阪市中央区心斎橋筋1-8-3
2005年（平成17年）9月7日開店、2009年（平成21年）8月31日閉店。
建物は隣接する大丸に売却され、2009年（平成21年）11月14日に大丸心斎橋店北館となったが、パルコにリニューアルするため閉鎖された。
そごう神戸店
兵庫県神戸市中央区小野柄通8-1-8 三宮阪神ビル 阪神三宮駅に直結。売場面積42,563m2。
1933年（昭和8年）10月1日開業。1969年（昭和44年）増築開店（株式会社設立50周年記念事業）。
本館は三宮阪神ビル+三宮さくらビル+自社ビルを束ねて外装工事でひとつのビルに、新館はケイエスビル+S・ヨシマツビル。セブン&アイ・ホールディングス「基幹店」であった。
2016年（平成28年）10月6日、セブン&アイ・ホールディングスとエイチ・ツー・オー（H2O）リテイリングは業務資本提携することで合意し、H2Oグループが神戸店の事業を2017年（平成29年）10月1日付で引き継いだ。2019年（令和元年）9月30日付で閉店。10月5日神戸阪急として再オープン。
そごう柏店（柏そごう）
千葉県柏市柏1-1-21 柏駅東口。売場面積32,593m2。
1971年（昭和46年）6月1日「株式会社柏そごう」設立。1973年（昭和48年）10月10日開店。
早期の出店で黒字化していたため、千葉そごうなどと並んで各地の出店で出資していた。2016年（平成28年）9月30日閉店。
そごう徳島店（徳島そごう）
徳島県徳島市寺島本町西1-5 徳島駅前再開発ビルアミコビル 売場面積26,738m2。
1979年（昭和54年）「株式会社徳島そごう」設立。1983年（昭和58年）10月1日開店。
内町小学校跡地を含む約2haに建設された再開発ビルの核店舗として出店した。
セブン&アイ・ホールディングスの完全子会社となったのに伴い、従来四国には店舗を持たなかったセブン&アイグループが店舗を持つこととなった。
2019年10月10日、2020年8月末に閉店することが発表され、予定通り2020年8月31日をもって閉店した。これにより徳島県は山形県に次いで日本百貨店協会加盟店がない県になった。閉店後は三越徳島がオープンした。
そごう八王子店（八王子そごう）
東京都八王子市旭町1番1号 JR八王子ターミナルビル 八王子ナウ。売場面積35,538m2。1990年（平成2年）9月増床（5070m2）、全館リモデルオープン。
1982年（昭和57年）「株式会社八王子そごう」設立。1983年（昭和58年）11月1日開店、2012年（平成24年）1月31日閉店。閉店後はセレオ八王子となった。
そごう川口店（川口そごう）
埼玉県川口市栄町3丁目5-1 川口再開発ビル（川口駅東口第3街区再開発組合）
売場面積39,149m2。
1983年（昭和58年）9月6日「株式会社川口そごう」設立。1991年10月16日開店。
川口店の開店により、30店舗構想「トリプルそごう計画」が達成された。
2021年2月28日をもって閉店（2019年10月10日に発表）。セブン&アイ・ホールディングス「基幹店」以外で最後まで残っていた店舗だった。
そごう呉店（呉そごう）
広島県呉市西中央1-1-1 呉駅前西地区再開発ビル　21,395m2。
1987年（昭和62年）9月26日「株式会社呉そごう」設立。1990年（平成2年）3月18日開店、2013年（平成25年）1月31日閉店。JR呉駅北側に出店していた。
そごう西神店（西神そごう）
兵庫県神戸市西区糀台5-9-4、神戸市営地下鉄西神・山手線：西神中央駅前の西神中央駅百貨店ビルに出店。
1990年「株式会社西神そごう」設立。1990年10月10日開店。
正確には神戸店の分店の扱いで、「そごう神戸店西神館」が正式名称であった。当初は2017年10月1日付で神戸店と同時に西神店もH2Oリテイリングに引き継がれる予定だったが、建物所有者である神戸市が賃料引き下げに応じたため、西神店に関しては事業引継ぎ対象からは除外された。このため2017年（平成29年）10月1日からは「そごう西神店」と単独店舗扱いになった。
ダイエー西神店と2核1モールを形成していた。直下を地下鉄が走っているため「デパ地下」が存在せず、食料品売り場は1階にあった。2020年8月31日閉店。

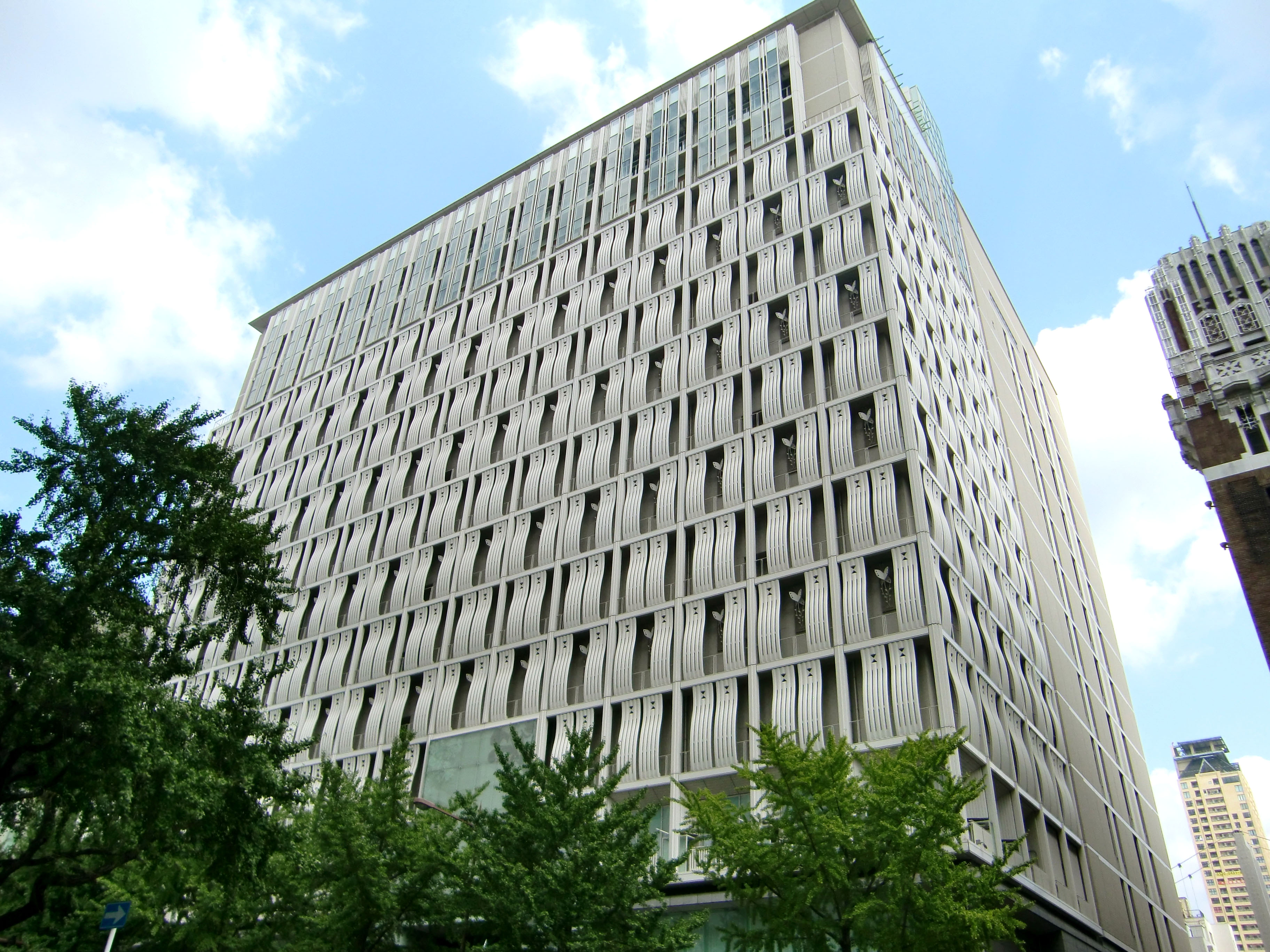
そごう心斎橋本店
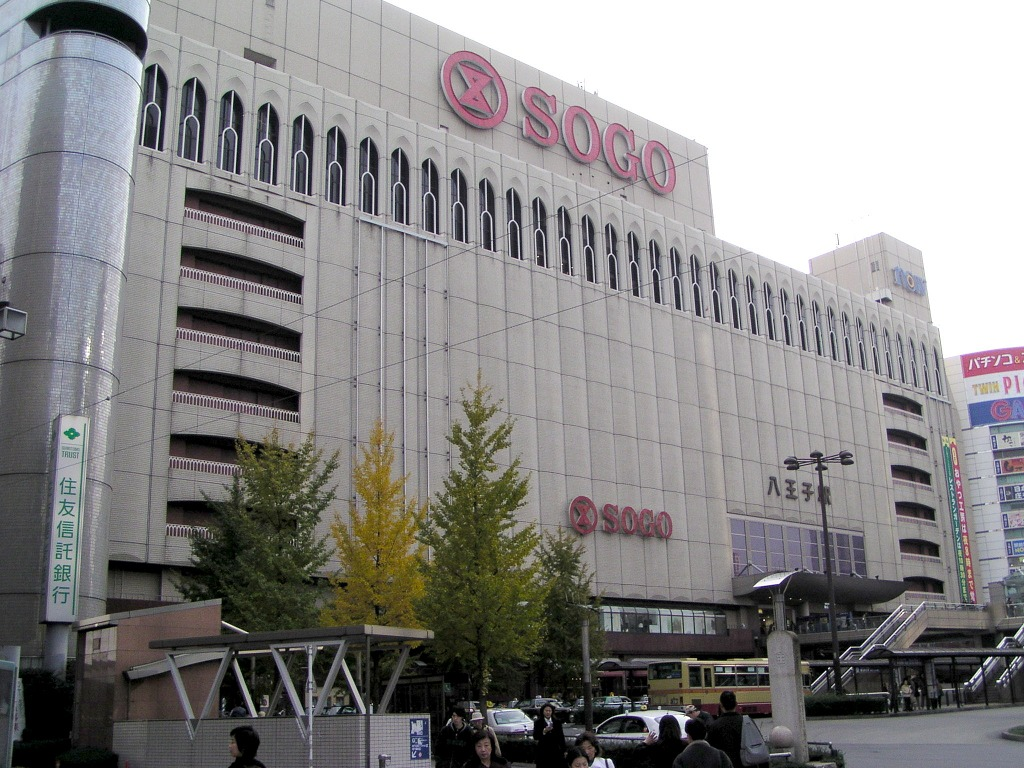
そごう八王子店
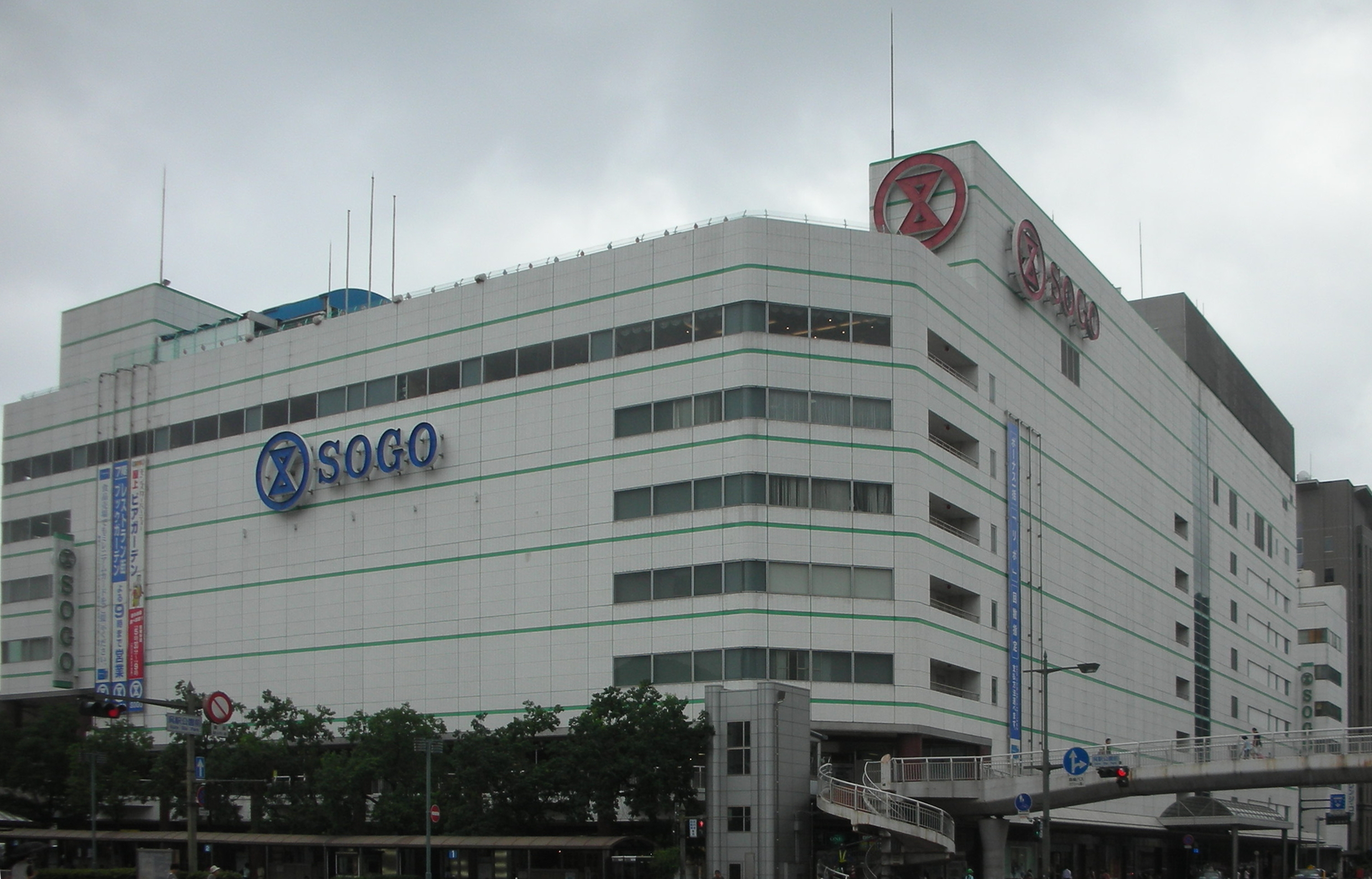
そごう呉店
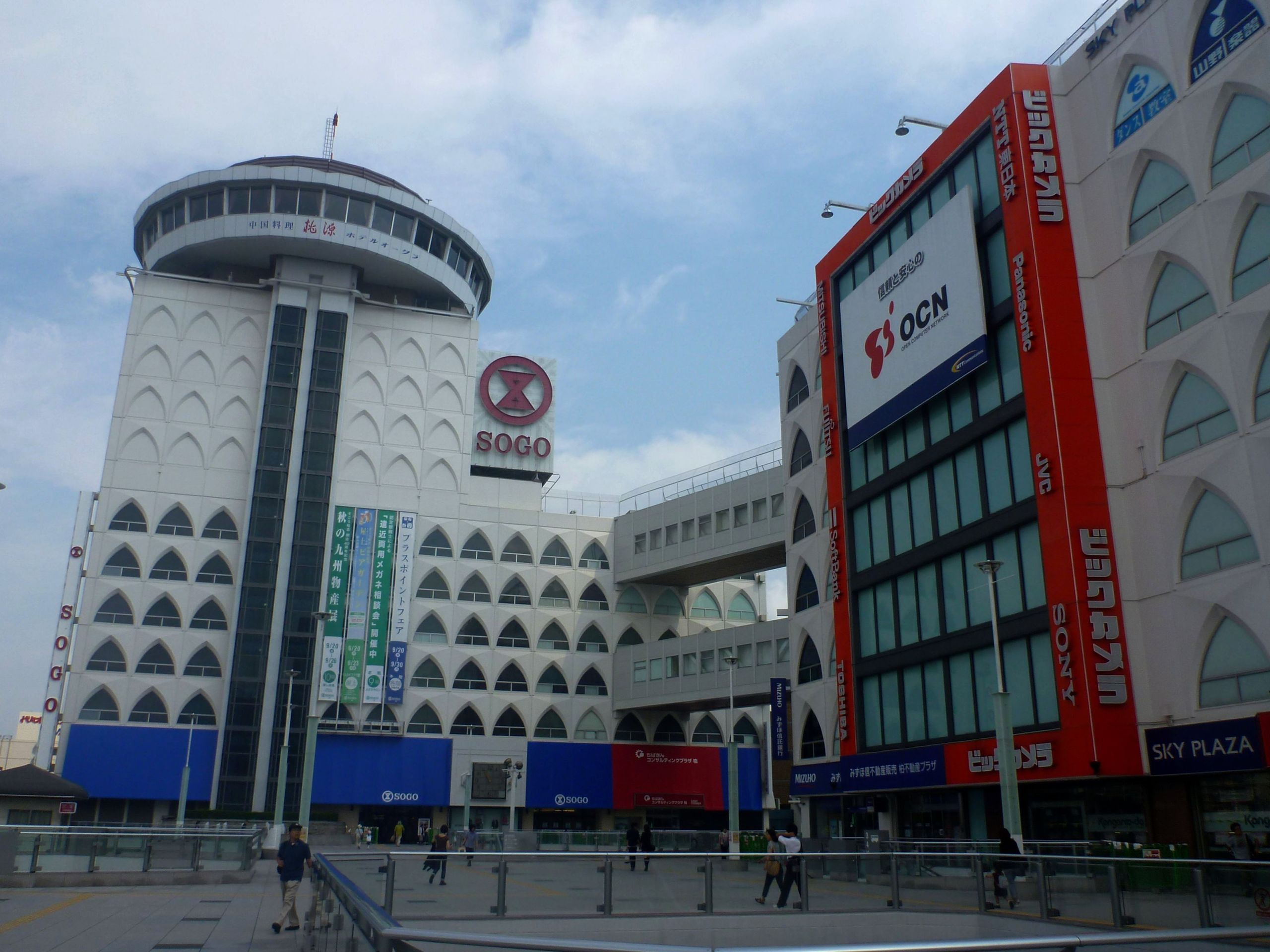
そごう柏店
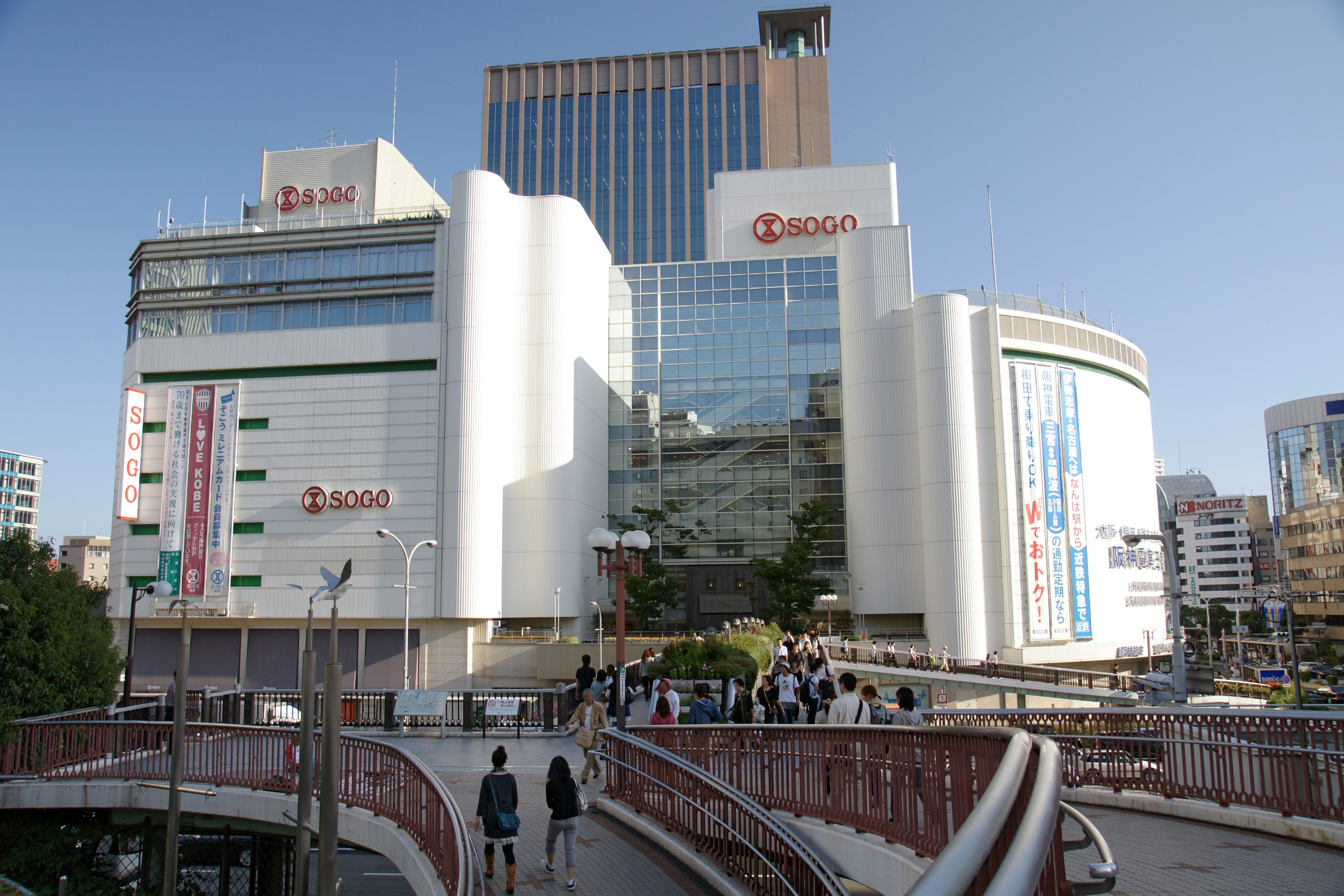
そごう神戸店
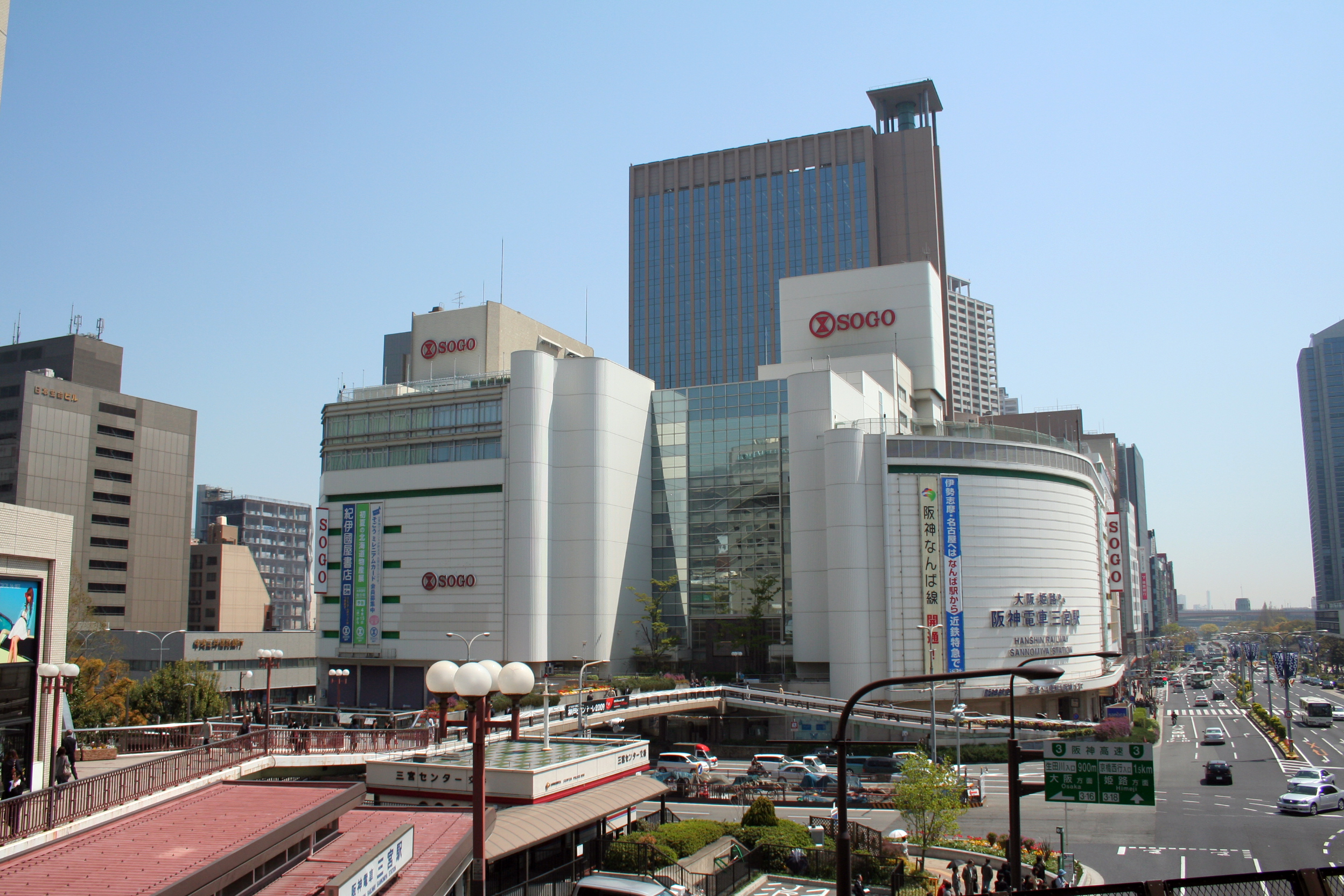
そごう神戸店と三宮駅
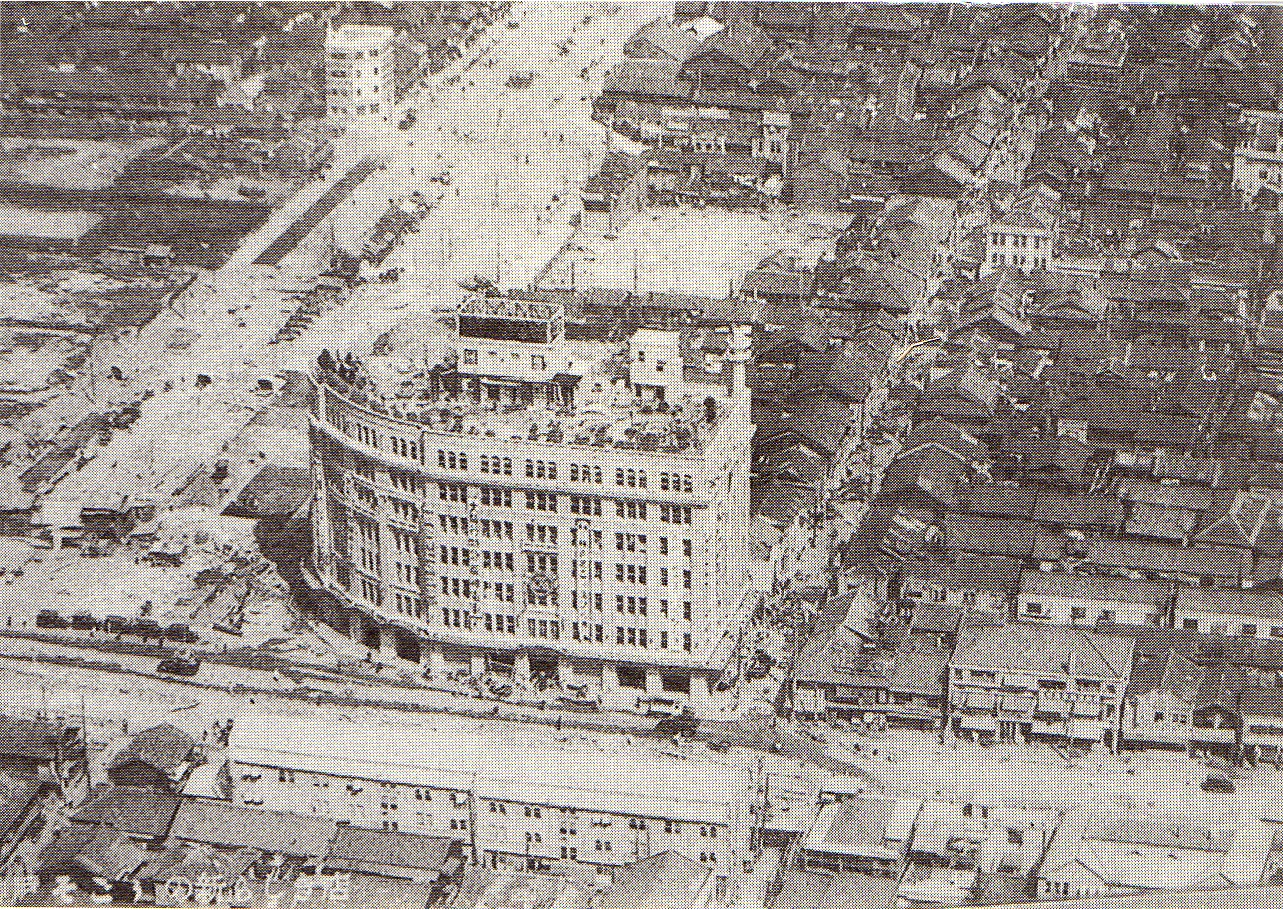
1933年（昭和8年）頃のそごう神戸店
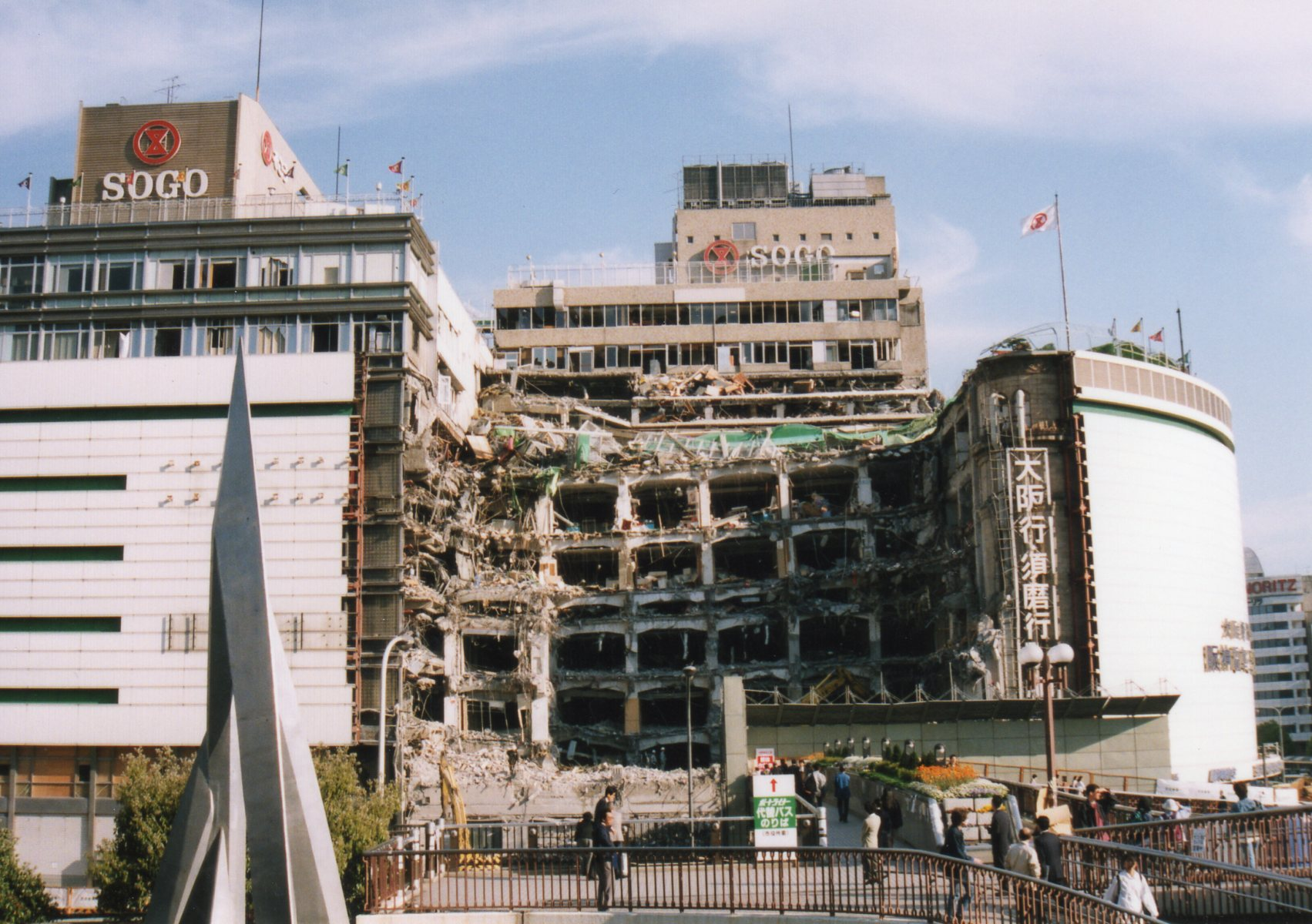
阪神・淡路大震災で被災したそごう神戸店
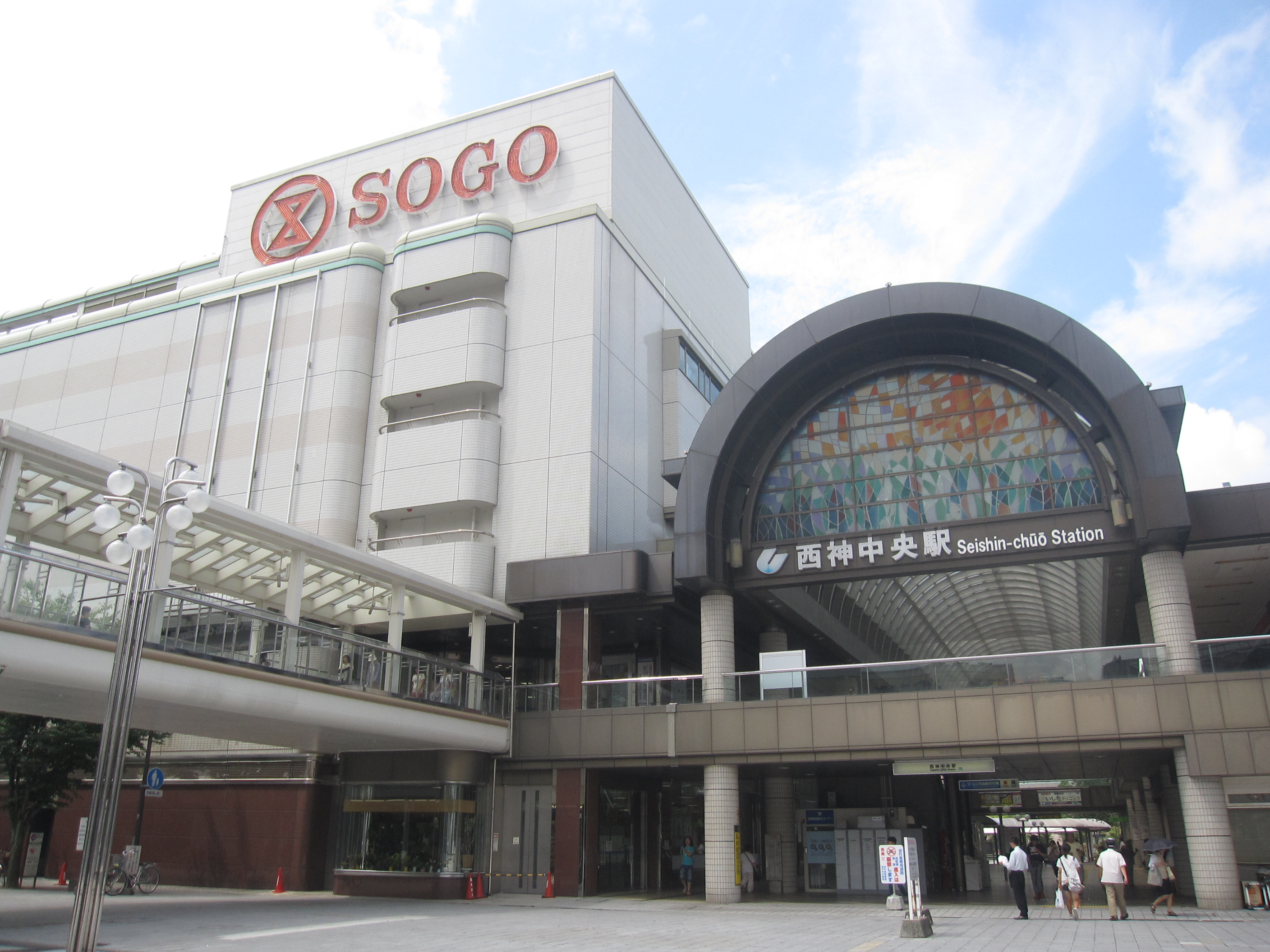
そごう西神店
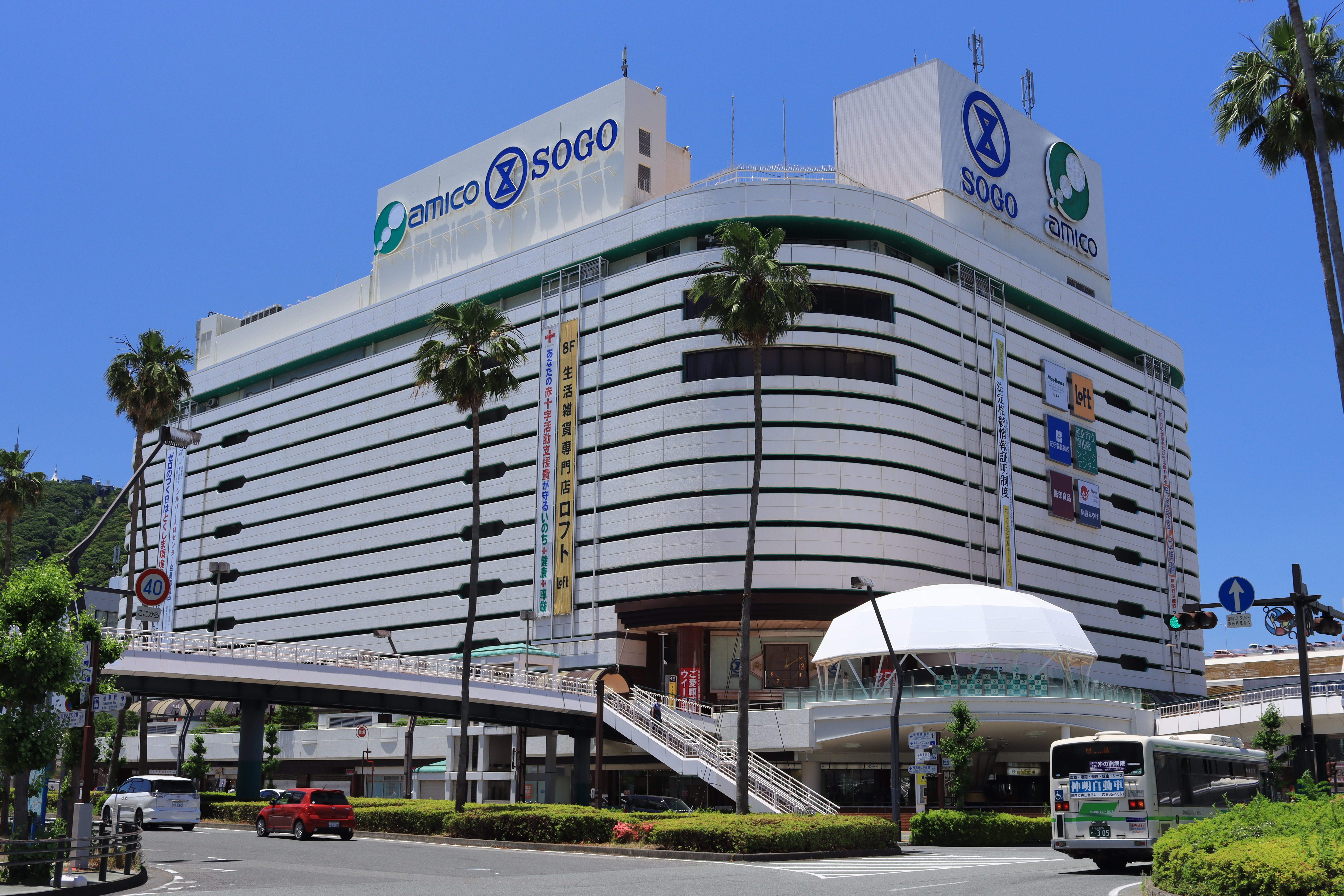
そごう徳島店
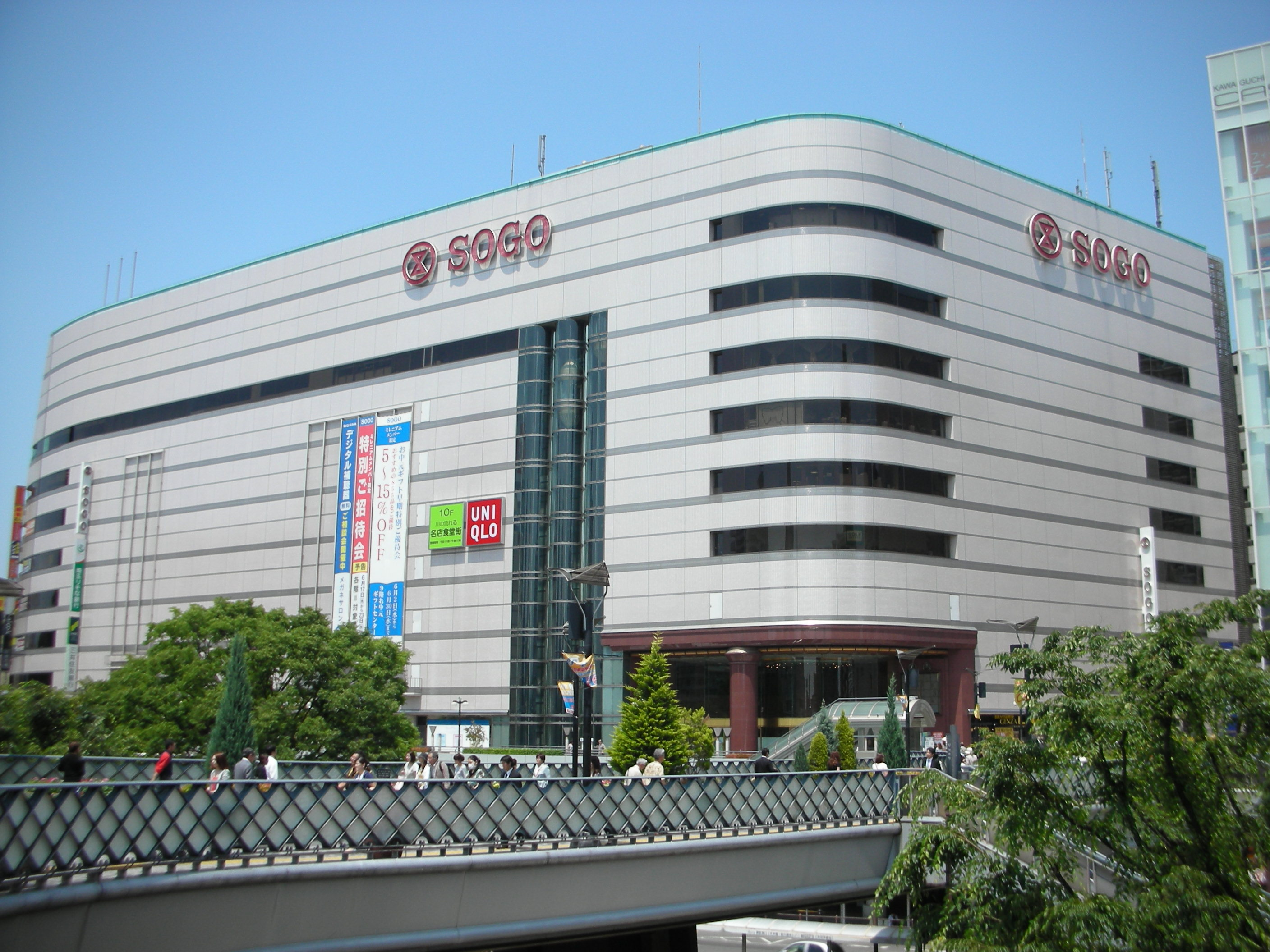
そごう川口店

### そごう・西武（セブン&アイ）移行前
下記18店舗のうち、大阪店と東京店はそごう本体の運営。残る16店舗は1店舗1社制で運営されていた。
柚木そごうと茂原そごうは2000年7月のグループ経営破綻前に閉店。コトデンそごうは2001年に破綻。いよてつそごうは破綻を免れた。
多摩そごうは2000年7月12日に特別清算開始を申請、木更津そごう・長野そごうは同13日に自己破産申立。
残る9店舗の運営会社は同12日に民事再生法の適用を申請したものの、再生手続廃止決定を経て破産宣告を受けている。
そごう大阪店（心斎橋そごう・そごう心斎橋本店）
大阪府大阪市中央区心斎橋筋1-8-3　
1935年（昭和10年）5月25日開店、2000年（平成12年）12月25日閉店。
建物は解体。跡地に心斎橋本店を再建し2005年（平成17年）9月7日に開店するも、2009年（平成21年）8月31日に閉店。
その他、昭和40年代まで国鉄大阪駅前高架下に（そごう梅田店）→「そごう食堂」→（梅田食堂）を営業しており、当時発行していた自社商品券「そごうお買い物クーポン」裏面に利用可能の趣旨が記載されていた（のちの新梅田食道街）。
そごうホップ（大阪市阿倍野区）
売り場面積4,500m2。阿倍野そごう・広島そごう共同出資→あべのベルタ の完成に伴い、DIY・生活雑貨・文具などの生活雑貨の専門店として開店。2000年（平成12年）12月閉鎖。
そごう難波店
1963年（昭和38年）閉鎖。
そごう東京店（有楽町そごう）
東京都千代田区有楽町1-11-1 読売会館。15,275m2。
1957年（昭和32年）5月25日開店。
直営店。売り上げの45%を外商が占める外商比率の高い店舗であった。
2000年（平成12年）9月24日閉店。
店舗跡には2001年（平成13年）6月14日、ビックカメラ有楽町店が開店。
そごうフード（千葉県柏市）
1970年（昭和45年）、柏そごうの建設予定地東側に開店。輸入食品を中心に販売。柏そごうの開店準備と地元におけるイメージ作りを目的としたもので、同店再開発ビル竣工に伴い1973年（昭和48年）8月閉鎖。跡地は同店駐車場として転用された。
いよてつそごう
愛媛県松山市湊町5丁目1-1 伊予鉄道松山市駅のターミナルデパート。売り場面積23,517m2。
1969年（昭和44年）9月1日伊予鉄道と合弁会社設立。1971年（昭和46年）7月5日開店。
そごう破綻後、2000年（平成12年）12月提携解消、2001年（平成13年）6月1日に「伊予鉄百貨店」と改称の上グループを離脱。2001年（平成13年）10月10日の 増床オープンに合わせて「伊予鉄高島屋」に店名変更し、髙島屋との資本提携を行い、2002年（平成14年）3月1日に社名も「株式会社伊予鉄髙島屋」とし、高島屋グループの百貨店として営業を継続した。旧そごうグループで破綻を免れた唯一の企業である。
そごう神戸店岡山分店
1975年（昭和50年）、岡山ターミナルホテル（現・ホテルグランヴィア岡山）内に開店。ホテル改築により閉鎖。
札幌そごう
北海道札幌市中央区北5条西2丁目1番地 「札幌ターミナルビル」の運営する札幌駅ビル「エスタ」核テナントとして出店。27,999m2（直営22,000m2）。
1973年（昭和48年）11月2日会社設立。1978年（昭和53年）9月1日開店。
公式サイト：（Webアーカイブ）
2000年（平成12年）12月25日閉店。食品売り場のみ2000年（平成12年）12月31日まで営業を続けた。
店舗跡には2001年（平成13年）7月26日、ビックカメラ札幌店が開店。
木更津そごう（サカモトそごう）
1977年（昭和52年）12月、地方百貨店「サカモト」（創業1913年）との資本提携により「サカモトそごう」設立。
旧店舗は千葉県木更津市中央1丁目3番8号 売場面積10,066m2。1978年（昭和53年）10月1日開店。1988年（昭和63年）新店舗開店に伴い閉鎖。建物は解体後、跡地に分譲マンション「フェリズ木更津」が建設。
新店舗は千葉県木更津市富士見1-2-1。木更津駅西口再開発ビル（38,400m2）の核店舗として出店していた。アインスビル。19,349m2。1988年（昭和63年）開店。「木更津そごう」に商号変更。
2000年（平成12年）7月13日に自己破産申請し、閉店。
閉店後の2001年（平成13年）12月22日、ビルを所有していた第三セクターの木更津都市開発が約74.7億円の負債を抱えて千葉地方裁判所に破産申請して倒産したため、2003年（平成15年）に木更津市が購入。
黒崎そごう
福岡県北九州市八幡西区黒崎1-1-1 黒崎駅前東地区再開発ビル「メイト黒崎」核テナントとして出店。28,259m2。
1977年（昭和52年）10月21日会社設立。1979年（昭和54年）10月6日開店。
そごうでは初めて店舗内に、川を流れる水と緑のある飲食店街を導入した店舗であった。
2000年（平成12年）12月25日閉店。2001年（平成13年）10月3日、黒崎井筒屋が開店。
2018年（平成30年）、井筒屋の経営不振により2019年（平成31年）5月での閉店を一時発表した。その後方針を変更し、2019年7月迄現状営業、8月からは縮小しての継続営業を井筒屋が発表した。運営会社のメイト黒崎はテナントを追加誘致するとしたものの、後継テナントが入らず、2020年（令和2年）1月にメイト黒崎が経営破綻したことにより、2020年8月17日をもって井筒屋黒崎店は閉店した。メイト黒崎は直営する商業施設・クロサキメイトとともに同年8月末で封鎖された。
船橋そごう
千葉県船橋市浜町2-1-1 ららぽーとTOKYO-BAY西館。32,580m2。
1978年会社設立、1981年（昭和56年）4月2日開店。2000年（平成12年）12月閉店。
ワンフロア15,000m2、4階建の低層という従来にないフロア構成で新しい百貨店スタイルを提案した。
1988年（昭和63年）4月に浦安シェラトンホテルにブライダルギフトショップを開設したのを機に、同年に東京ベイヒルトンホテル、1989年（平成元年）に幕張プリンスホテル（現：アパホテル&リゾート 東京ベイ幕張）に、1991年（平成3年）にはホテルスプリングスに出店するなど、複数のホテルでブライダルギフトショップを展開していた。
1997年（平成9年）9月、新業態専門フロア「ベイ・プラネット」オープン。トイザらスなどの専門店を導入した。
2000年4月には収益増加を目的に、1 - 2階で引き続き営業していた百貨店フロアも全てテナント化。以後「そごう」の名前を冠しつつも、閉店までそごうは実質的に施設運営の役割に集中した。
店舗跡は2001年（平成13年）9月21日に「ららぽーとウエスト」として新装開店した。
長野そごう（丸光そごう）
長野県長野市鶴賀問御所町1200。11,157m2。
1982年（昭和57年）、地方百貨店「丸光」(1957年（昭和32年）開店)と資本提携により「丸光そごう」設立。1983年（昭和58年）6月30日開店。
1987年（昭和62年）5月、リニューアル時に「長野そごう」へ社名変更。
2000年（平成12年）7月13日、自己破産を申請し閉店。元から店舗の営業不振による2000年11月限りでの閉鎖が発表されており、自己破産により閉店が早まった形となった。SBC信越放送へ売却、「TOiGO」が建設された。
豊田そごう
愛知県豊田市西町6丁目 85-1 豊田市駅西口市街地再開発ビル 売り場面積35,909m2＋専門店街5,331m2。
1986年（昭和61年）8月28日会社設立、トヨタ自動車7%出資。1988年（昭和63年）10月8日開店。
2000年（平成12年）12月25日閉店。店舗跡には松坂屋が出店することになり、2001年（平成13年）10月に松坂屋豊田店が開店したが、2021年9月に閉店した。松坂屋の跡地には、三越豊田店や無印良品、成城石井、ジーユー、ニトリ、スターバックス等が入っている、「T−FACE」A館が2022年3月25日に、リニューアルオープンした。
加古川そごう
兵庫県加古川市加古川町篠原町32番地 売り場面積30,854m2。1991年(平成3年)11月13日に本館から100m離れた場所に別館開業（旧ジャスコ加古川店、現加古川JAビル、売場面積9937㎡）、同時に本館リモデル実施。
1988年（昭和63年）会社設立。1989年（平成元年）9月15日開店。
2000年（平成12年）12月25日閉店。食品売場のみ2000年（平成12年）12月31日まで営業を続けた。
加古川市がビルを購入、第三セクターが管理。2001年（平成13年）3月30日にヤマトヤシキ加古川店が開店。
奈良そごう
奈良県奈良市二条大路南1丁目 3-1 46,201m2。
1984年（昭和59年）11月21日会社設立。1989年（平成元年）10月2日開店。
2000年（平成12年）12月25日閉店。食品売場のみ2000年（平成12年）12月31日まで営業を続けた。
店祖十合伊兵衛生誕の地に念願の出店との見方が多かったが、関西への出店が遅れたことの挽回策という側面も強かったとされる。
埋蔵文化財、長屋王邸宅跡に建設され、開業前の発掘調査で5万点の木簡が出土した。地元住民や研究者の反対を押し切って貴重な遺跡を破壊したため、奈良そごうの経営破たんについて、奈良では長屋王の祟りとささやく声もあった。しかし、現実にはならファミリー（大和西大寺駅前）やイオンモール高の原（高の原駅直結）に比べて近鉄線でのアクセスが悪い（新大宮駅から徒歩15分）ことが一因と考えられている。
店舗跡には2003年（平成15年）7月10日にイトーヨーカドー奈良店が開店した。しかし、イトーヨーカドーも2017年に閉店し、2018年4月からは複合商業施設ミ・ナーラとなっている。
多摩そごう
東京都多摩市落合1-46-1 多摩センター駅前に立地。34,200m2。
1988年（昭和63年）会社設立、1989年（平成元年）10月20日開店。2000年（平成12年）7月に特別清算申請、同2000年9月17日閉店。
多摩ニュータウンの人口が30万人になることを前提とした出店であったが、20万人を切る水準にしかならなかったため赤字が続いた。
店舗跡は2000年（平成12年）11月15日に多摩センター三越と家具販売大手の大塚家具が出店したが、大塚家具多摩ショールームは2010年（平成22年）末に閉店した。大塚家具の撤退した跡地にユニクロや丸善などを入居させてショッピングセンター「ココリア多摩センター」として 2011年（平成23年）4月23日に新装開店することになった。
そごうWing苦楽園
1991年（平成3年）4月26日、兵庫県西宮市の苦楽園口駅前に開店した、地上3階・延床面積約1,600平方メートル、売場面積460平方メートルの専門店ビル。1階には身回り品「ハンティングワールド」とミラノファッションの「ブティック　カ・ドーロ」、2階には輸入雑貨の「ジリオン・キッス」と、しゃぶしゃぶレストランが入居した。3階には神戸店に変わって県東部を担当する外商拠点（230平方メートル）のほか、特売会や地域催事用を行うための多目的ホール（165平方メートル）も設けられていた。周辺の宝塚、芦屋なども地盤とする阪急百貨店が西宮阪急の出店を計画したほか、三越も近隣の夙川エリアへ進出を計画していたため、対抗する動きであった。閉店後は改装の上、上島珈琲店などが入居する「リーストラクチャー苦楽園」として利用されている。
茂原そごう
千葉県茂原市千代田町1-6 茂原駅前。15,060m2。
1989年（平成元年）会社設立、1992年（平成4年）3月7日開店。
2000年（平成12年）2月29日閉店。閉店後は南総通運がテナントビル「南総サンヴェルプラザ」として運営。
福山そごう
広島県福山市西町1-1-1、売り場面積39,100m2。
1988年（昭和63年）会社設立。1992年（平成4年）4月29日開店。
福山駅から西へ400mの山陽染工の工場跡地へ出店した。直営の支店である尾道そごう駅前ショップも同日に開店したが、福山そごうと共に閉店している。
2000年（平成12年）12月25日閉店。閉店後の建物に2003年（平成15年）4月25日、天満屋が専門店街「ロッツ」を出店した が、2013年（平成25年）4月24日閉店。2013年（平成25年）9月12日に大和ハウスグループの大和情報サービスが管理・運営する「リム・ふくやま」が開業した が、これも経営不振と老朽化のため2020年（令和2年）8月30日閉店。
柚木そごう
東京都八王子市南大沢2-28-1、京王電鉄相模原線南大沢駅前のガレリア・ユギに出店。売場面積13,150m2。
1990年（平成2年）9月28日会社設立、1992年（平成4年）6月7日開店。1994年（平成6年）10月3日閉店。
忠実屋フランツとともに開店するが2年余りで撤退、忠実屋もダイエー買収後の1995年に閉店。
1998年（平成10年）2月27日にイトーヨーカドー南大沢店が新たな核店舗として開業した。
小倉そごう
福岡県北九州市小倉北区京町3-1-1 小倉そごうビル（現・セントシティ北九州） 売り場面積43,774m2。
1988年（昭和63年）会社設立。1993年（平成5年）10月10日開店
2000年（平成12年）12月25日閉店。
当初は小倉北区魚町の東映会館跡地への出店構想であったが、駅前へ出店先を変更している。九州第1号店となるはずだったが、諸般の事情により開店が遅れた。初期投資等515億円の負債を抱え、毎月億単位の借入金返済に追われていた。閉鎖された店舗で最も再生が遅れた。
閉店後の2002年（平成14年）3月10日、地上12階・地下2階建てビルのうち地下1階から地上4階の約13,000m2を利用して、小倉北区室町で営業していた小倉玉屋が移転開業したが、2002年（平成14年）12月25日に閉店して廃業した。
2004年（平成16年）2月10日、伊勢丹と地場百貨店の井筒屋が共同出資する「小倉伊勢丹」と専門店街「アイム」が同時に開業したが、2007年（平成19年）3月期で売上高が約170億円に留まり、約29億円の債務超過に陥ったため2008年（平成20年）3月25日に閉店した。
2008年（平成20年）4月1日、小倉伊勢丹からリニューアルした「コレット井筒屋」が開業し、改装後の2009年（平成21年）3月11日から「コレット」と改称して営業した
2019年（平成31年）2月　井筒屋の経営不振によりコレットが閉店。
コトデンそごう
香川県高松市常磐町1-3-1、コトデン瓦町ビルに出店。売場面積29,500m2。
1991年（平成3年）11月に高松琴平電気鉄道と合弁会社設立。1997年（平成9年）4月23日開店
2001年（平成13年）1月22日、民事再生法適用申請。2001年4月15日閉店。
高松琴平電気鉄道グループが60%、そごう本体と徳島そごう、広島そごうのそごうグループが40%という出資比率となっていたため、他のそごうグループ各店と同時には破綻しなかった。
開業時の目標であった売上高300億円を大きく下回って毎期20億円前後の赤字が続いていたところに、そごうグループの再生法適用申請で「そごう」ブランドの信用が低落した影響などで、2000年（平成12年）7月以降の売上高が前年同月比5%から14%減と落ち込んだことから2001年（平成13年）1月22日に民事再生法適用を申請して破たんした。2000年（平成12年）2月期の売上高は約227億円で経常損益は約26.43億円の赤字だった。
同社への債務保証が影響し、親会社である高松琴平電気鉄道も同年12月7日に民事再生法の適用を申請（連鎖倒産）した。
負債総額は約250.7億円で、2001年（平成13年）11月16日に民事再生の手続きが終わっていたものの、そごう本体を相手に未払い債権の返済を求めて提訴したため、2003年（平成15年）夏に清算を完了している。
閉店後のビルには天満屋が子会社「高松天満屋」を設立し、2001年（平成13年）9月1日に新店舗が開店したが、2014年（平成26年）3月31日に閉店。天満屋の閉店後、2015年10月に専門店街「瓦町FLAG」がオープンした。
錦糸町そごう
東京都墨田区錦糸2-2-1 アルカタワーズ錦糸町 31,350m2。
1991年（平成3年）会社設立、1997年（平成9年）10月22日開店。2000年（平成12年）12月25日 閉店。
錦糸町駅北口の再開発事業に参画して出店した店舗で、入居する商業施設ビルの40%を約240億円で取得して残りを日本生命から賃借する形で出店した。出店に当たっては店舗の不動産を取得して出店しても採算に合わないと一度却下したものの、先述の条件に切り替えて1988年（昭和63年）1月に出店を決定している。
しかし業績悪化に伴って金融機関が出店資金の貸出を渋ったため、1993年（平成5年）1月には再開発負担金を滞納し、阪神大震災直後の1995年（平成7年）2月に出店辞退を通告するに至った。この通告に対して再開発組合が差し押さえをすると通告したため、再び出店へと方針を変更し、銀行も差し押さえの影響が読み切れないとして融資を行うこととなったため、出店が実現することになった。ただし、この出店資金の融資についてはそごう会長の水島廣雄が個人保証を付けることが条件され、のちにそごうグループと共に水島自身も差し押さえを受ける要因となった。
店舗跡には2002年（平成14年）3月29日に「アルカキット錦糸町」が開店した。
錦糸町そごうは、旧店舗を建て替える形で2005年（平成17年）に再開業した心斎橋本店（旧大阪店）を除き、そごうとして新規出店した最後の店舗である。

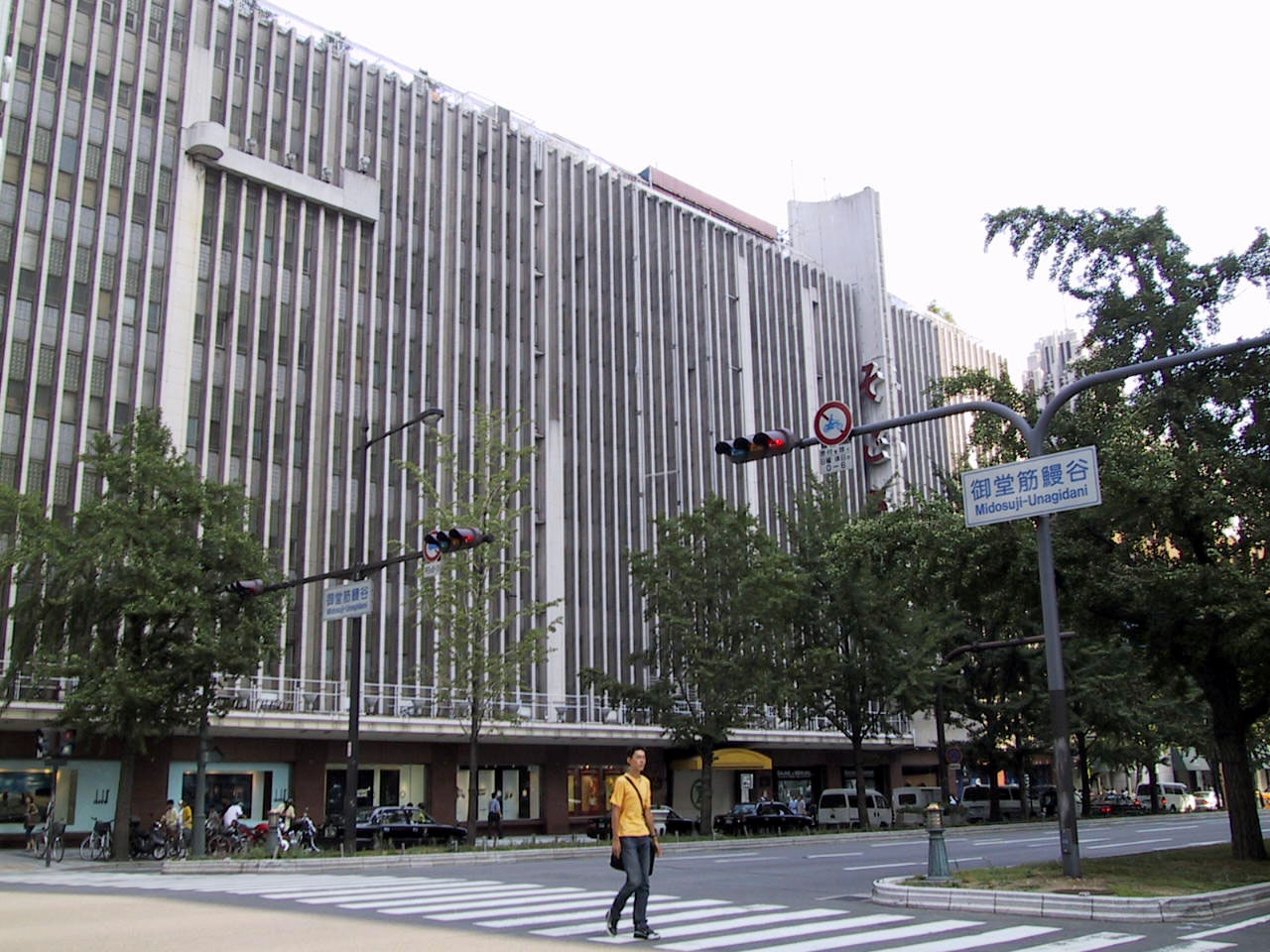
そごう大阪店
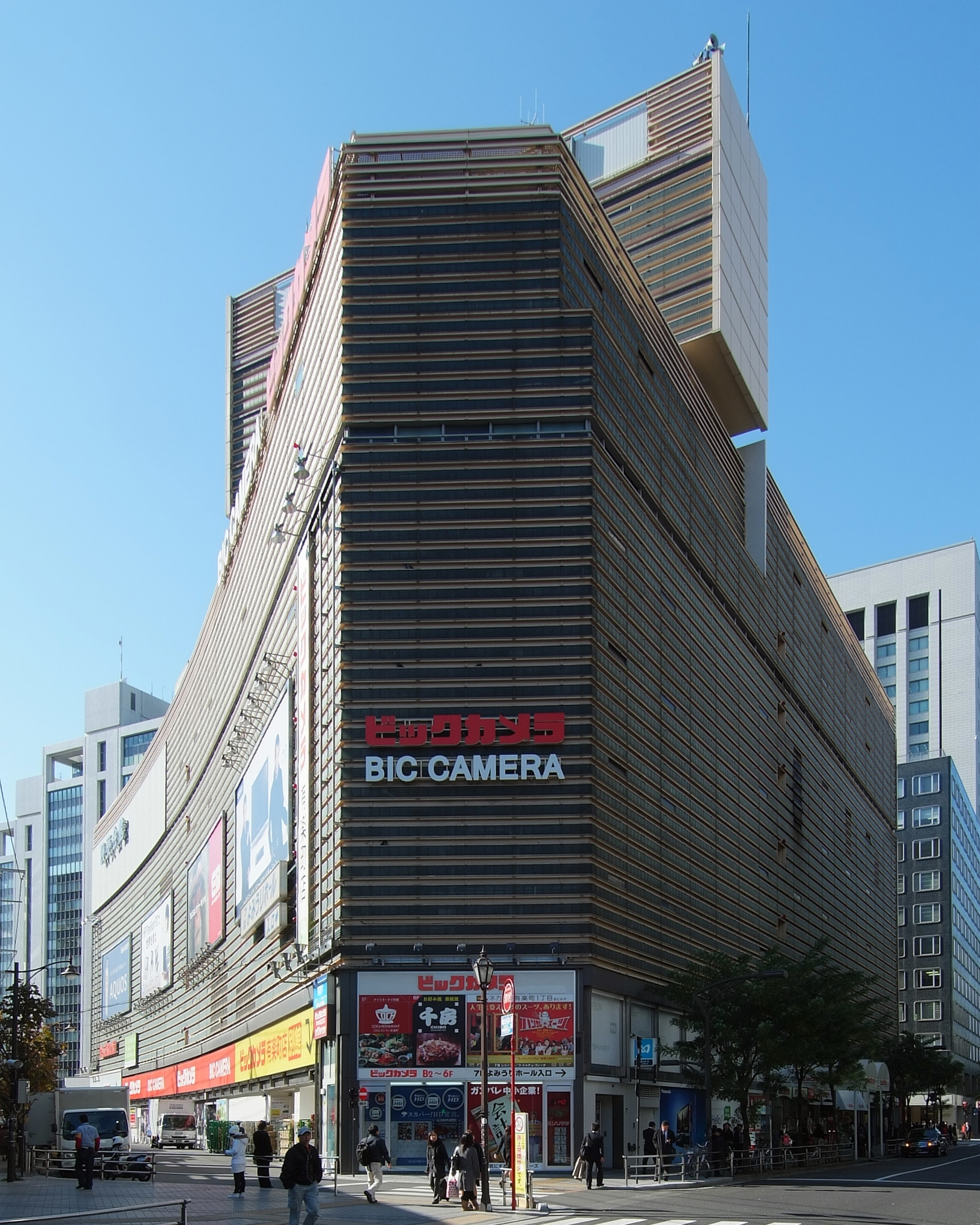
そごう東京店（ビックカメラ有楽町店本館）
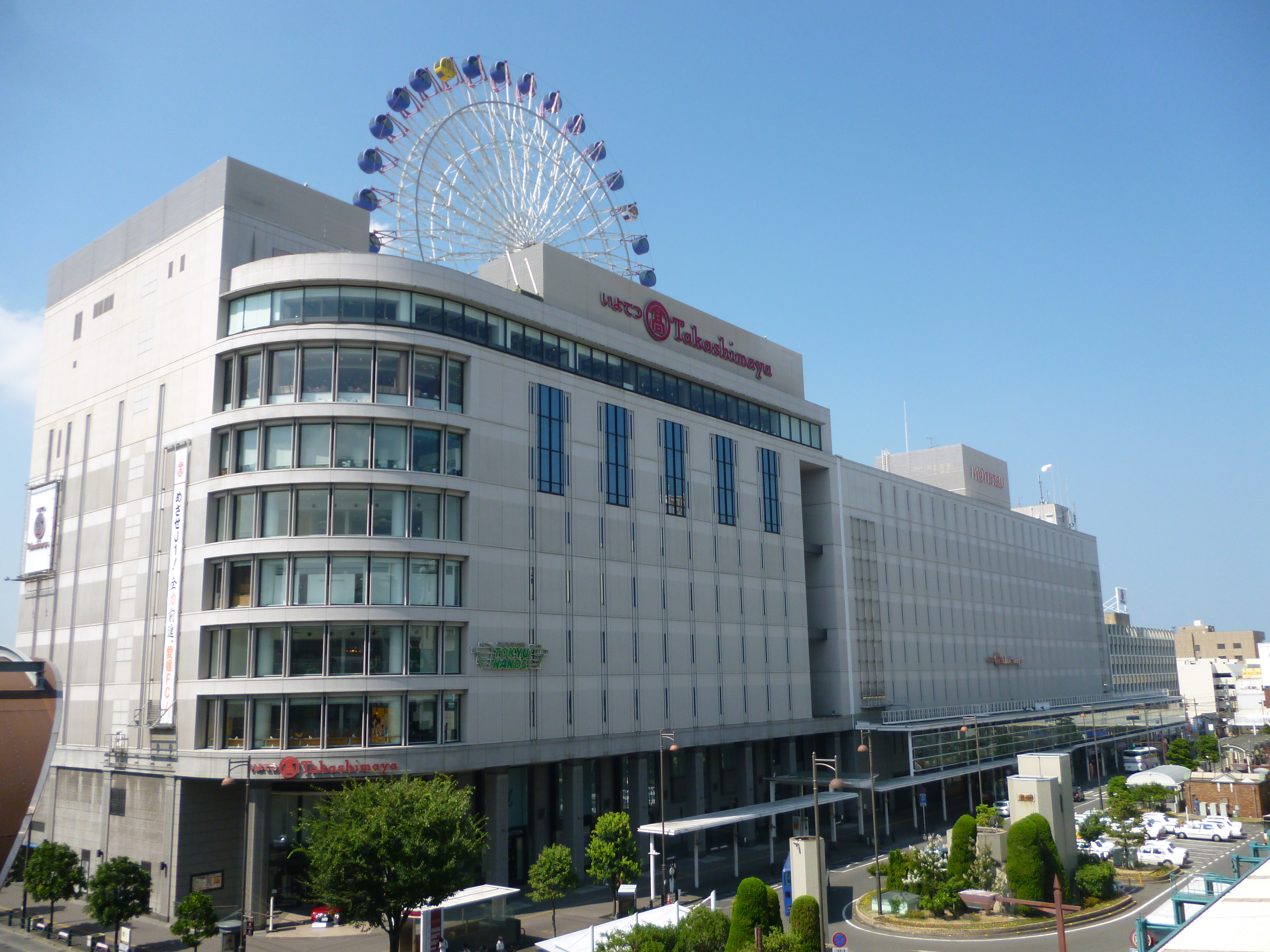
いよてつそごう（伊予鉄髙島屋）
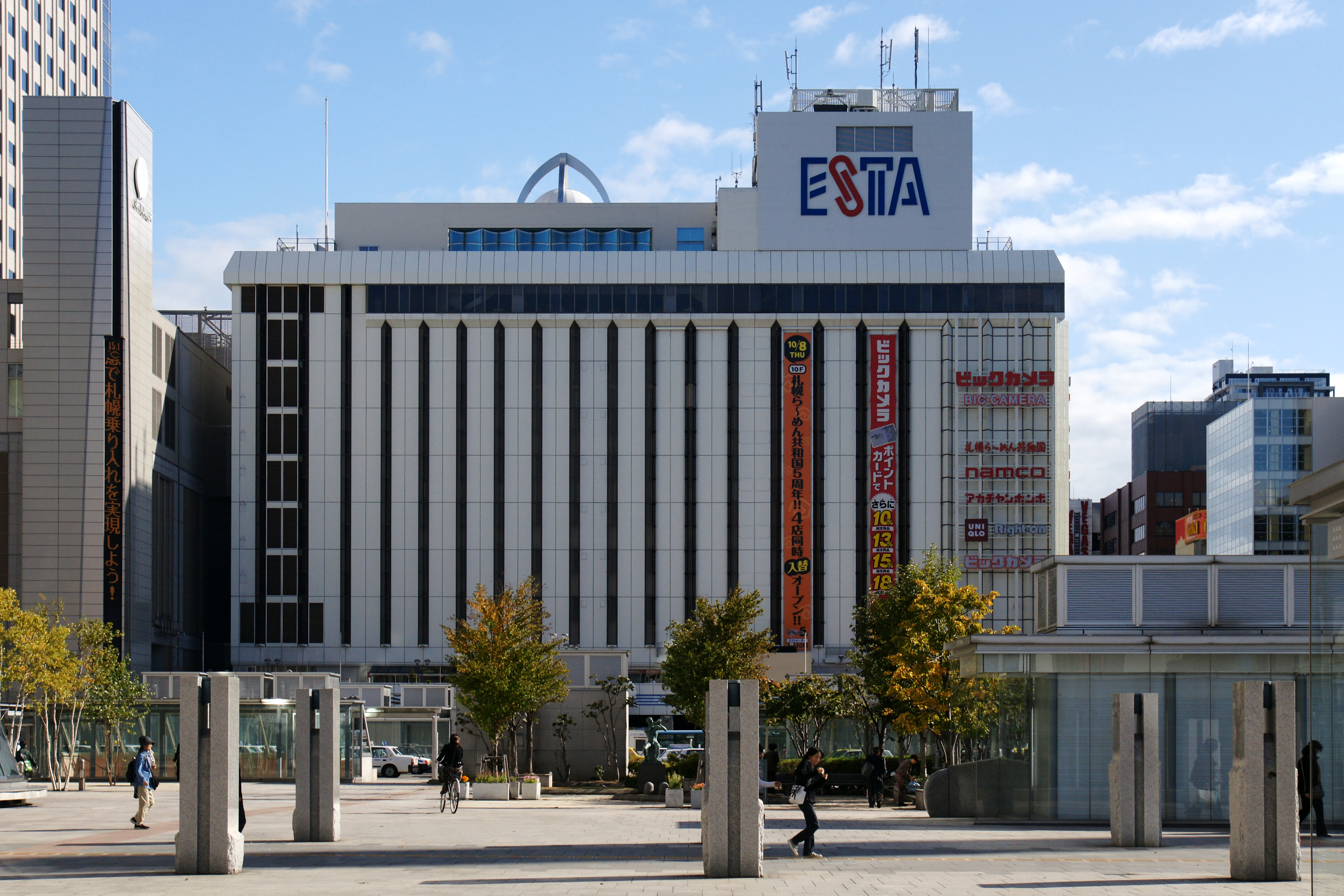
札幌そごう（札幌エスタ）
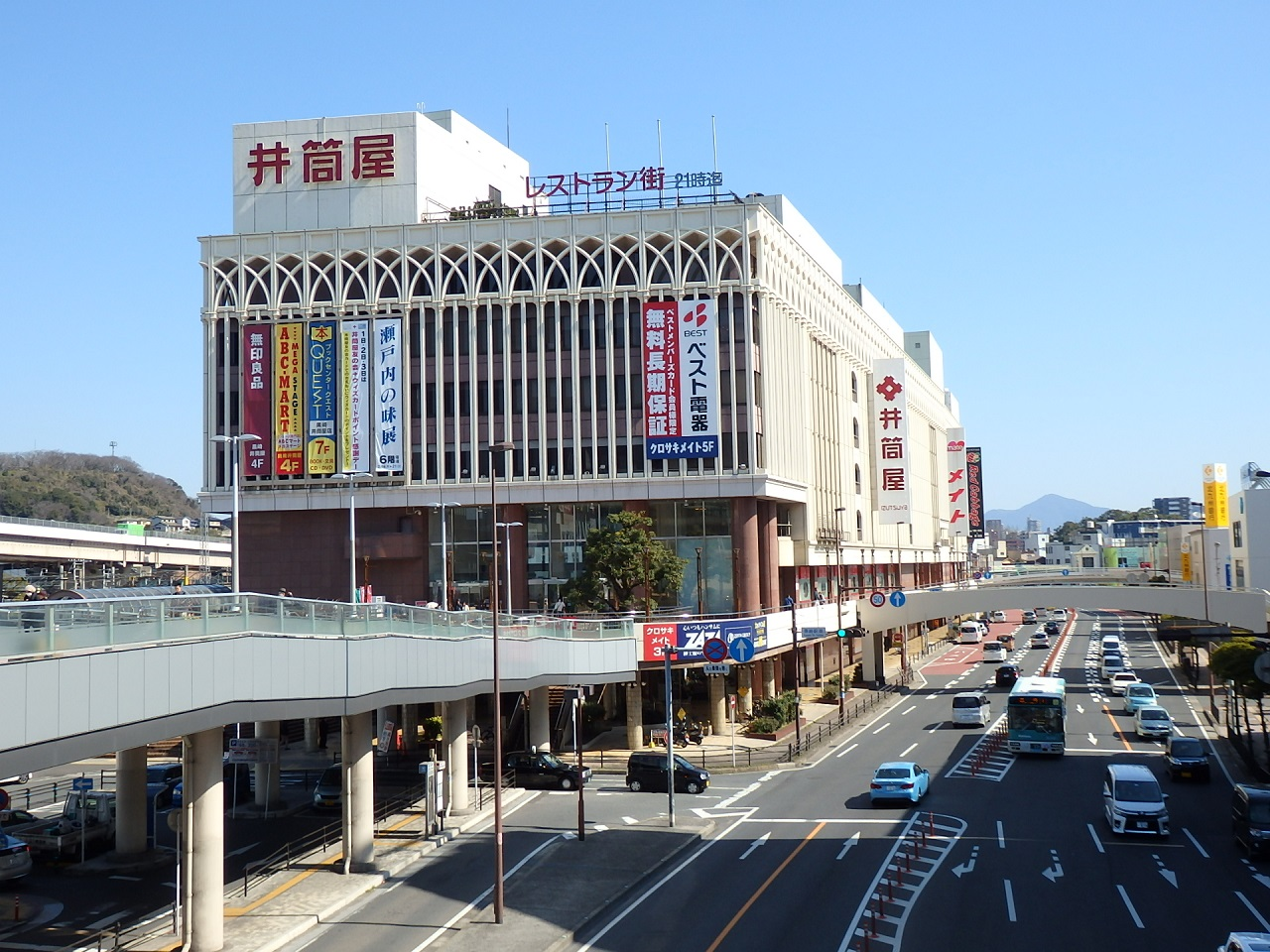
黒崎そごう（井筒屋黒崎店）
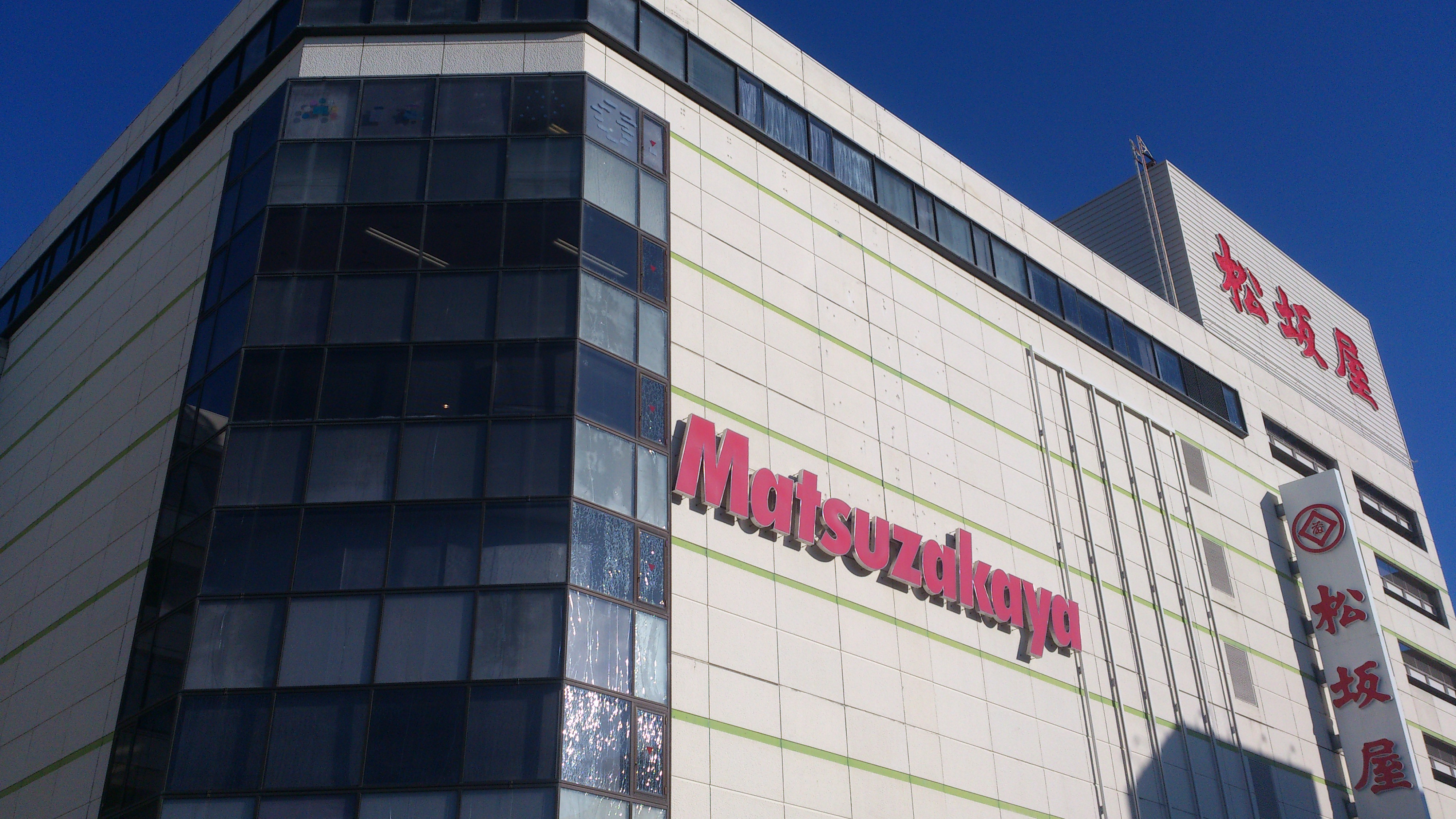
豊田そごう（T-FACE）
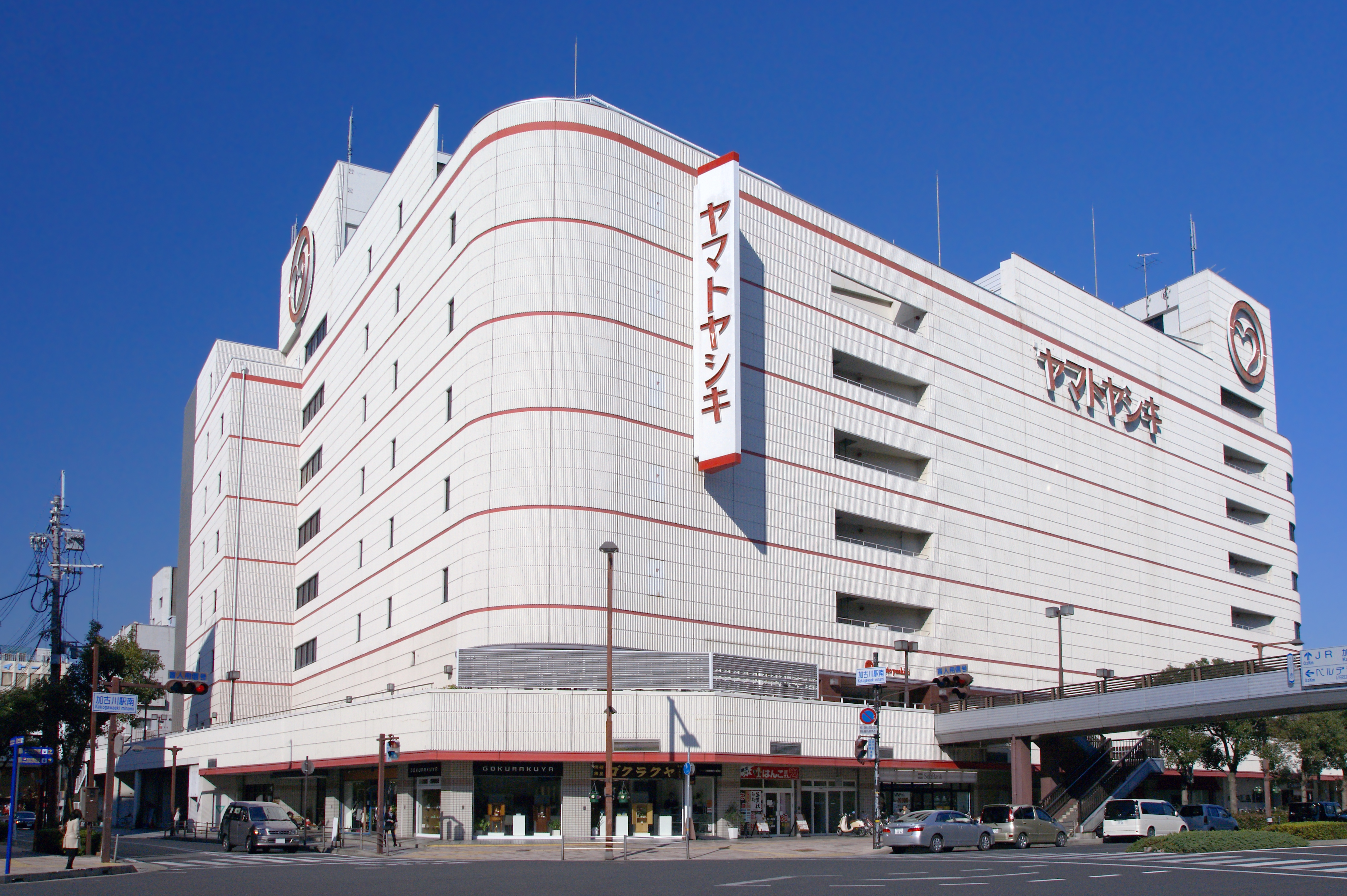
旧加古川そごう（ヤマトヤシキ加古川店）
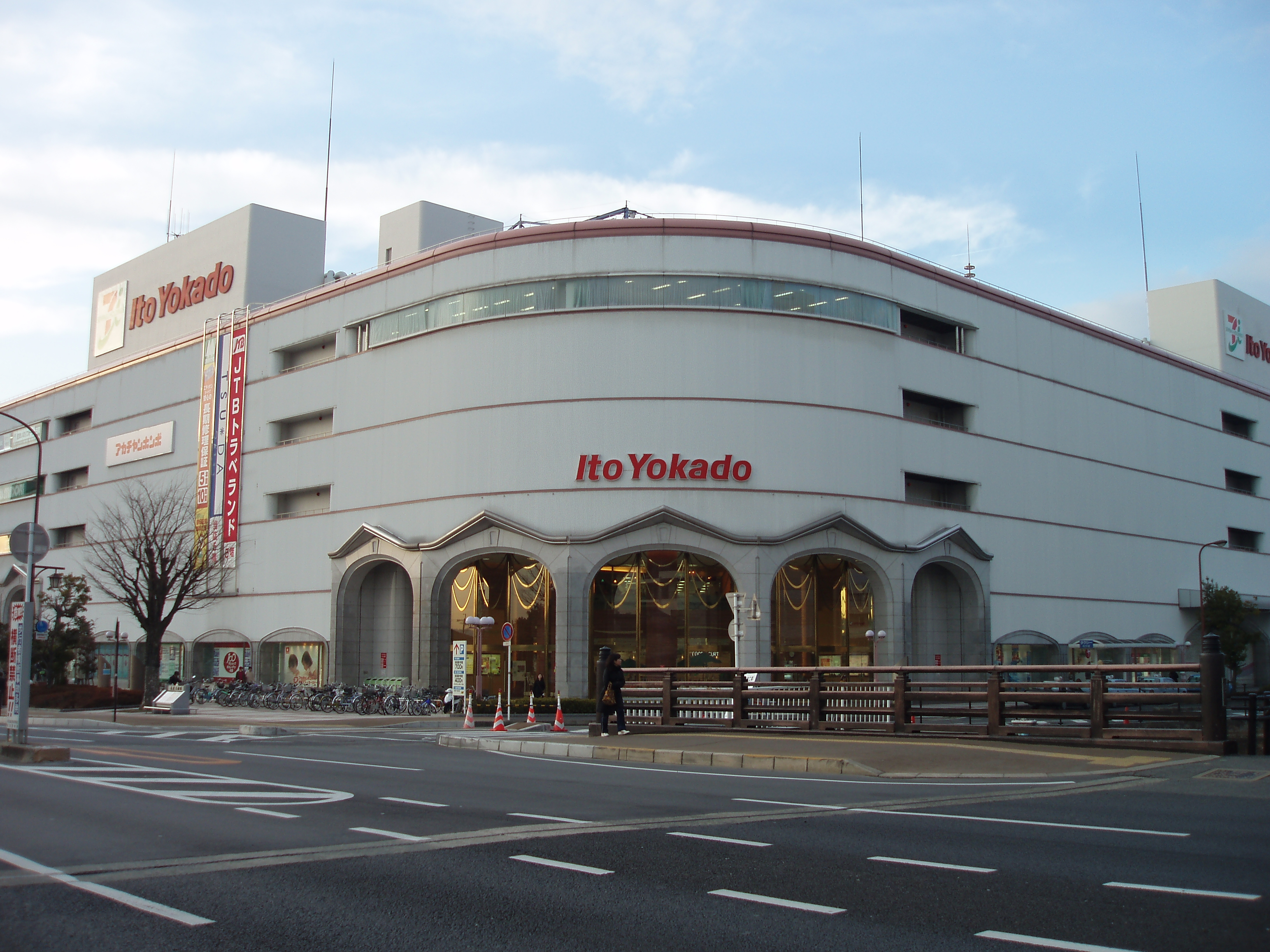
奈良そごう（イトーヨーカドー奈良店）
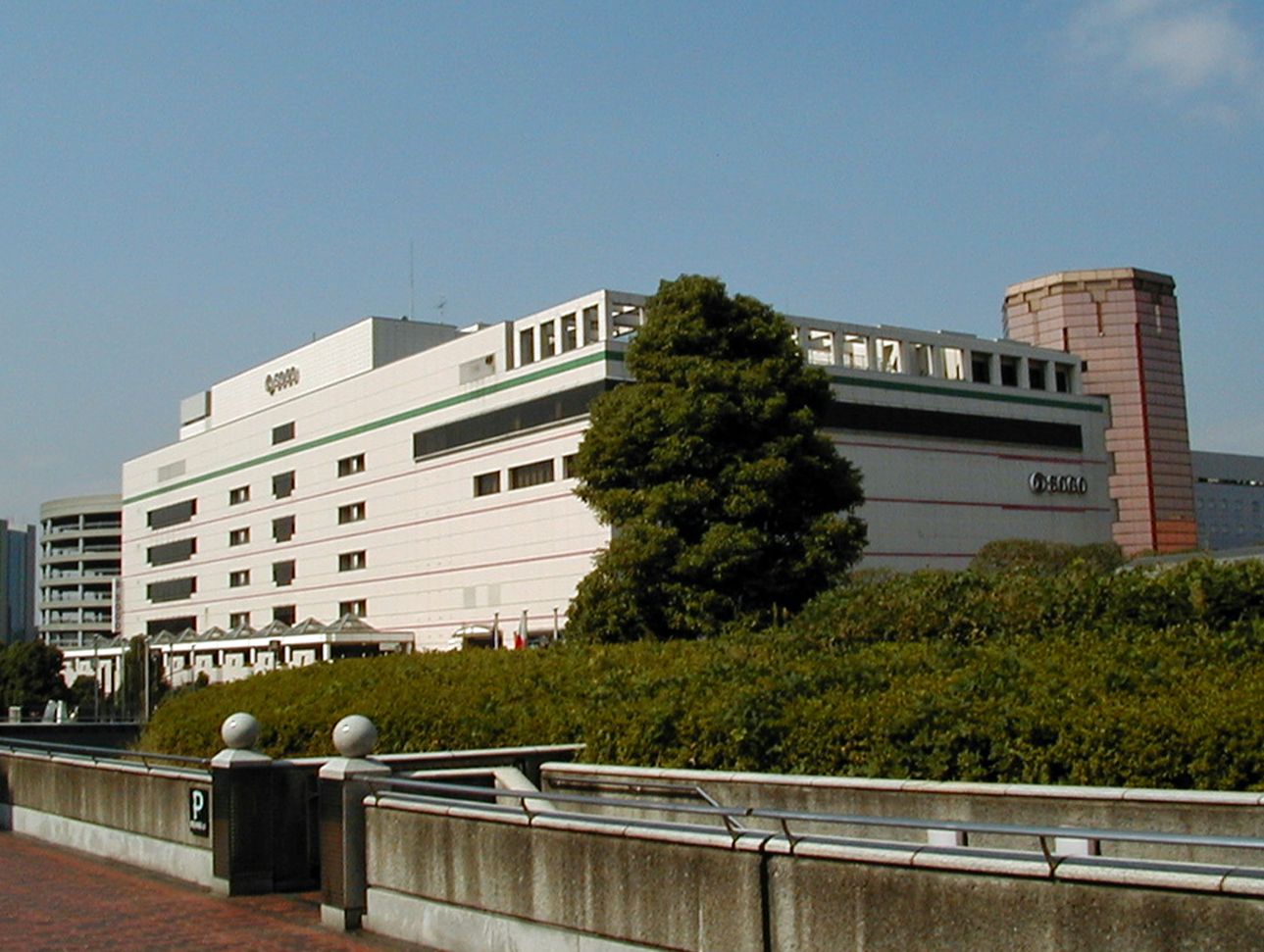
多摩そごう（現：ココリア多摩センター）
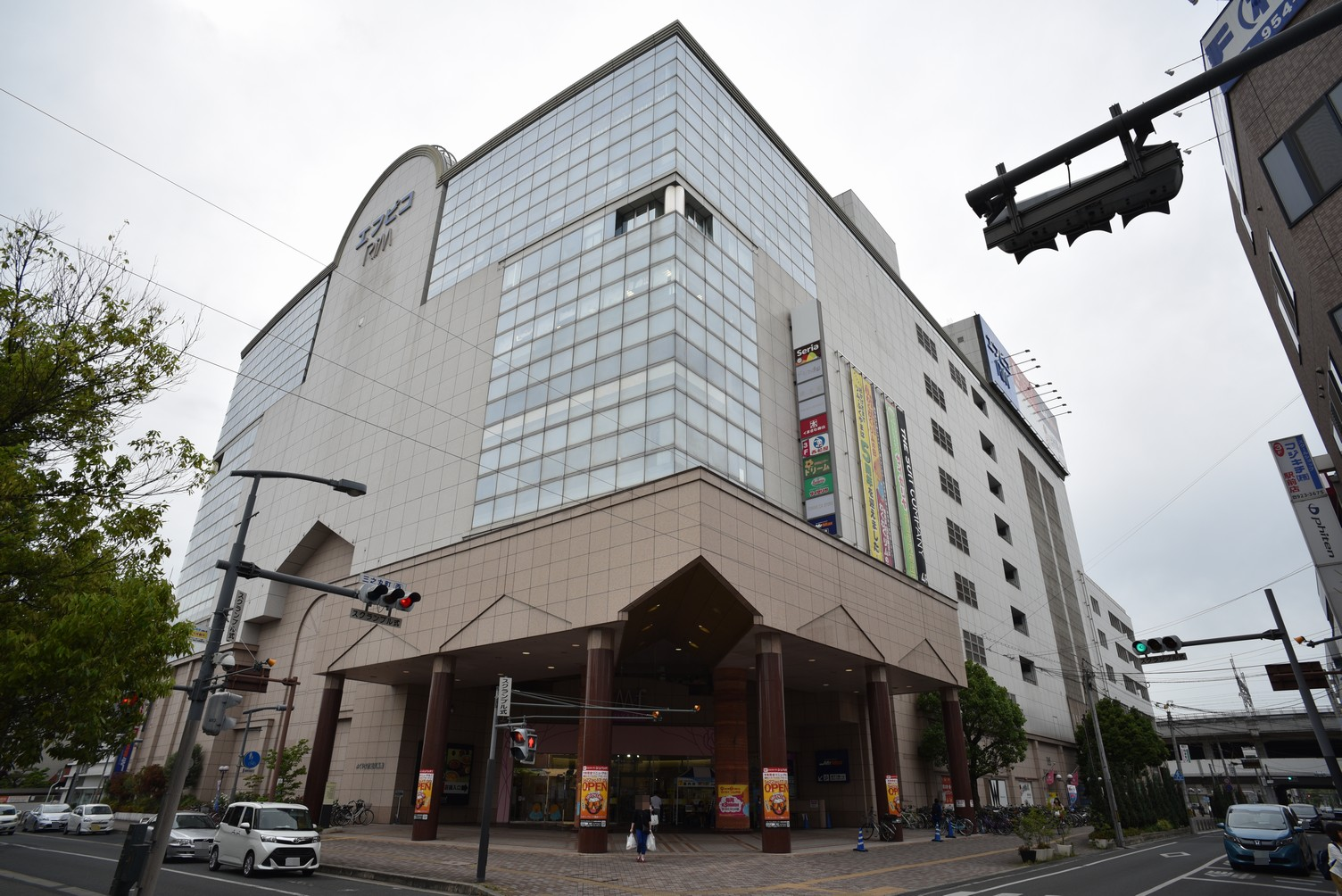
福山そごう（リム・ふくやま）
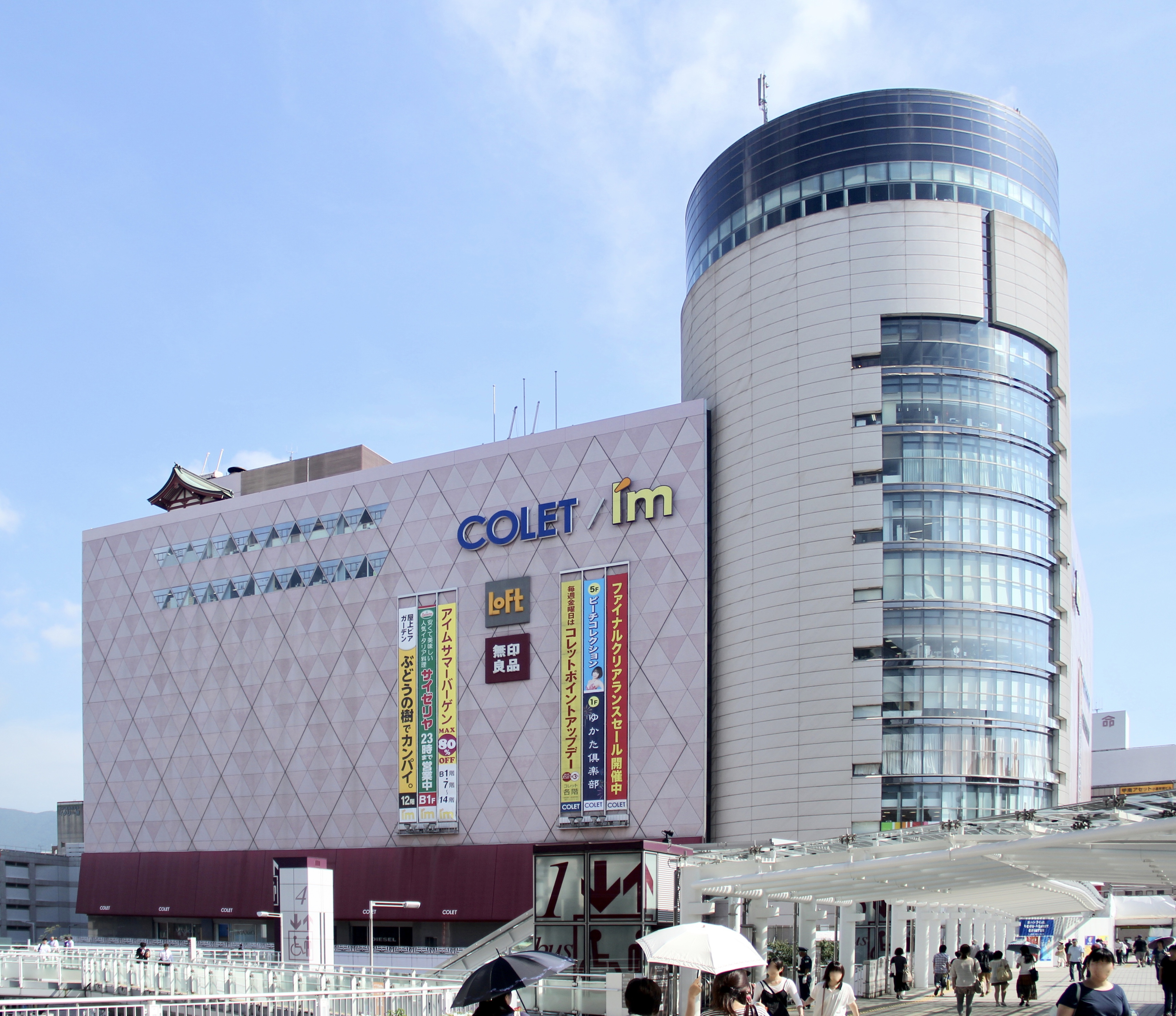
小倉そごう（セントシティ）
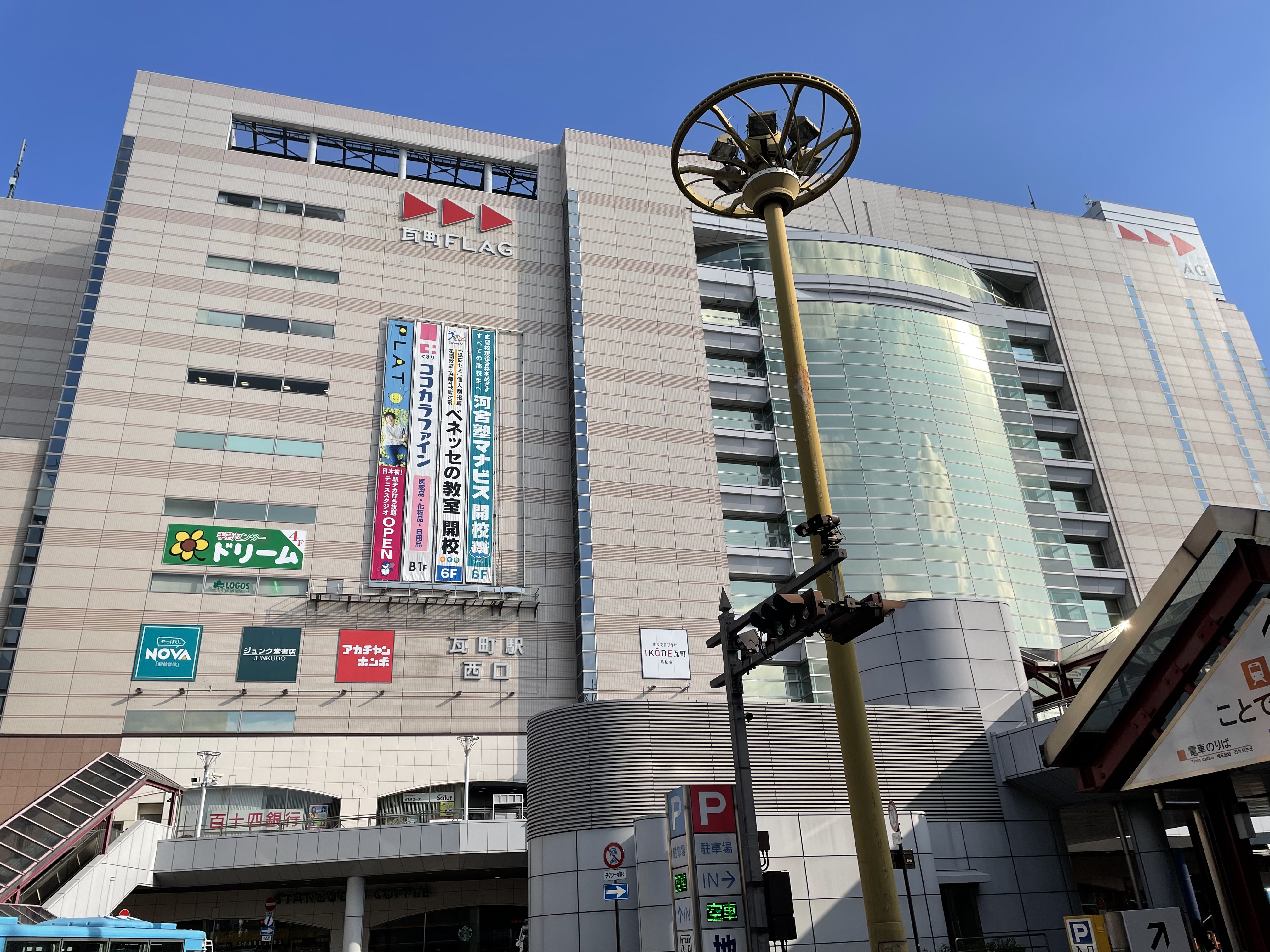
コトデンそごう（コトデン瓦町ビル）

## 世界展開

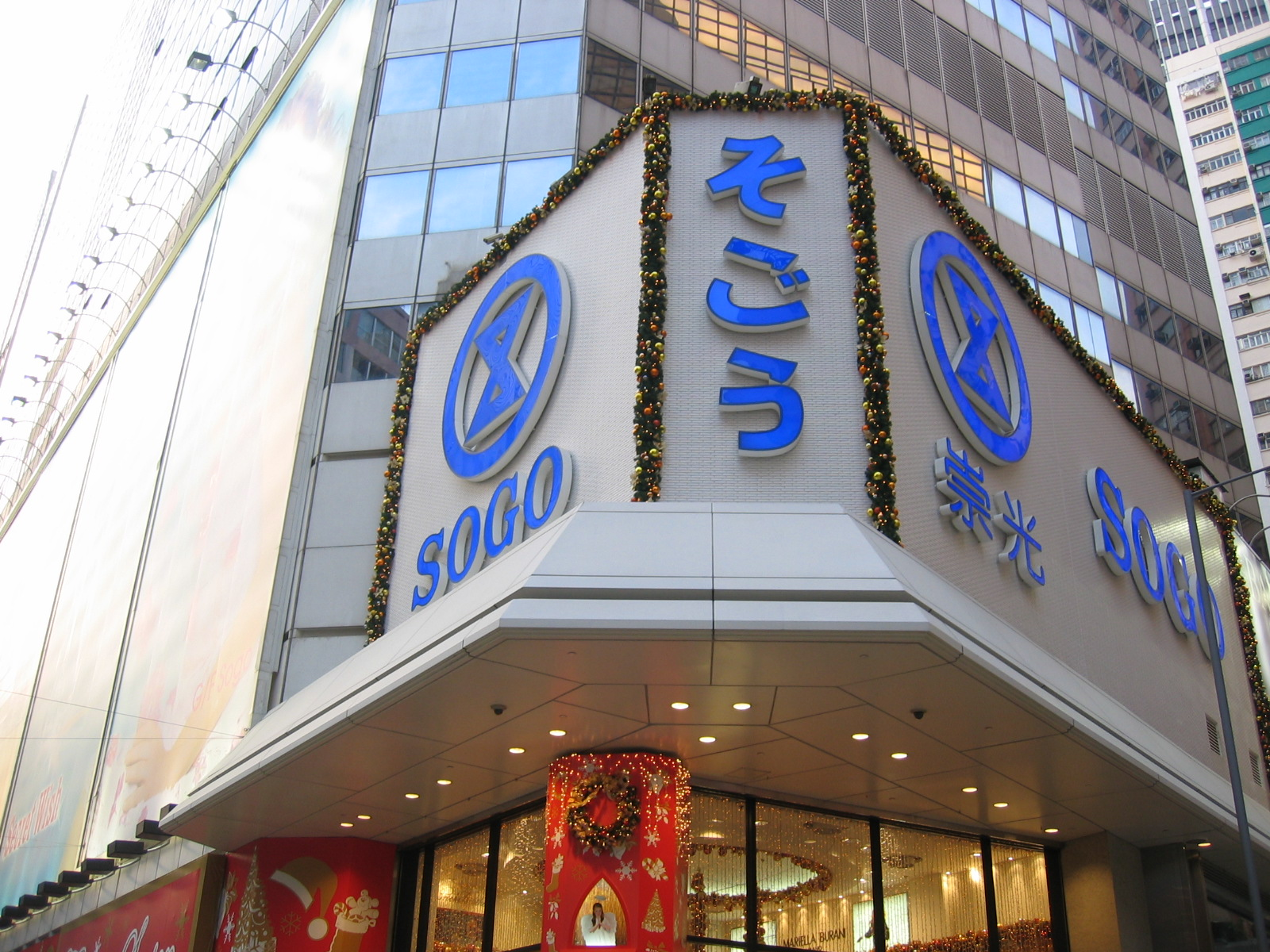
香港そごう 銅鑼湾店
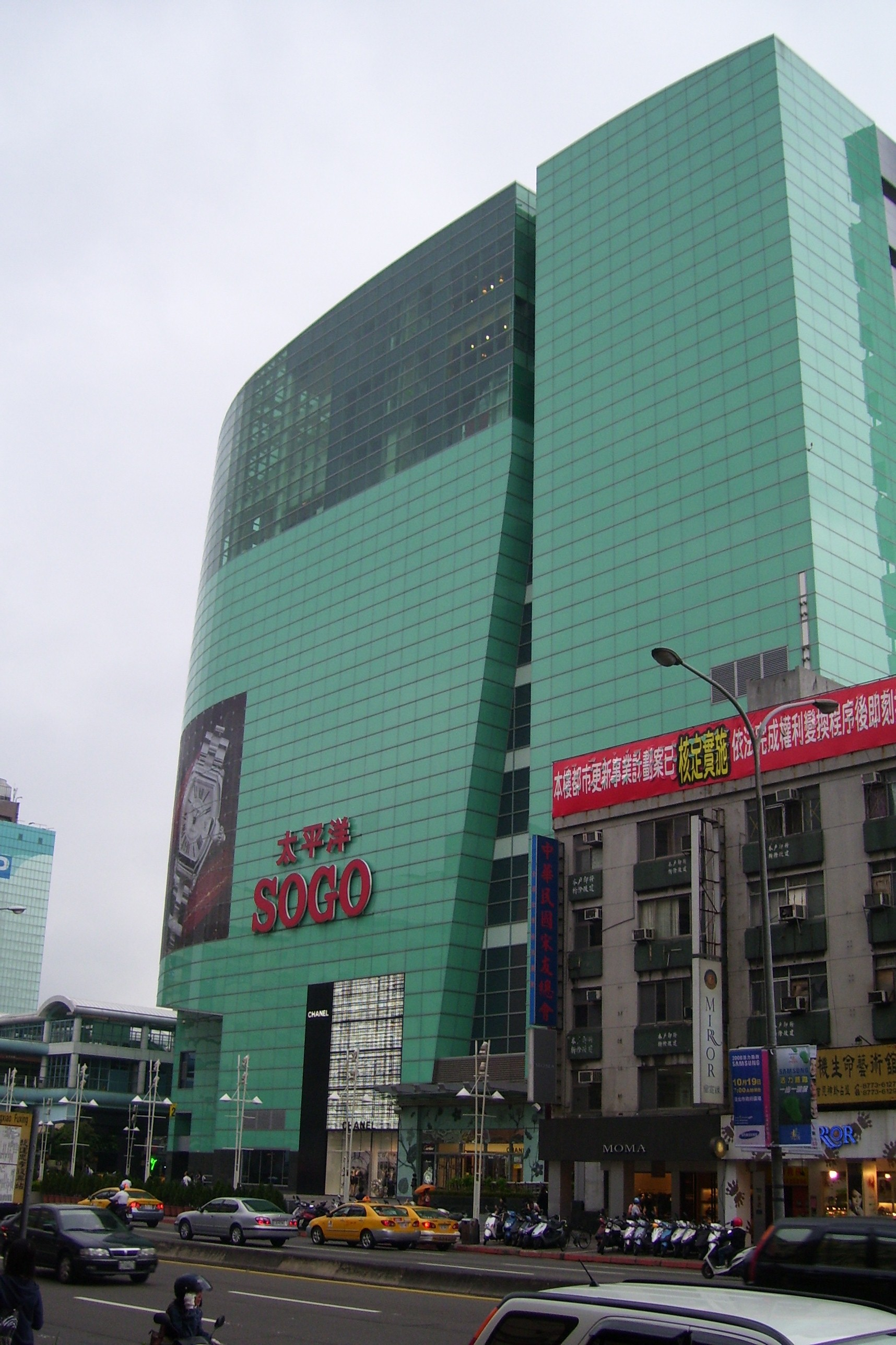
台北 太平洋崇光
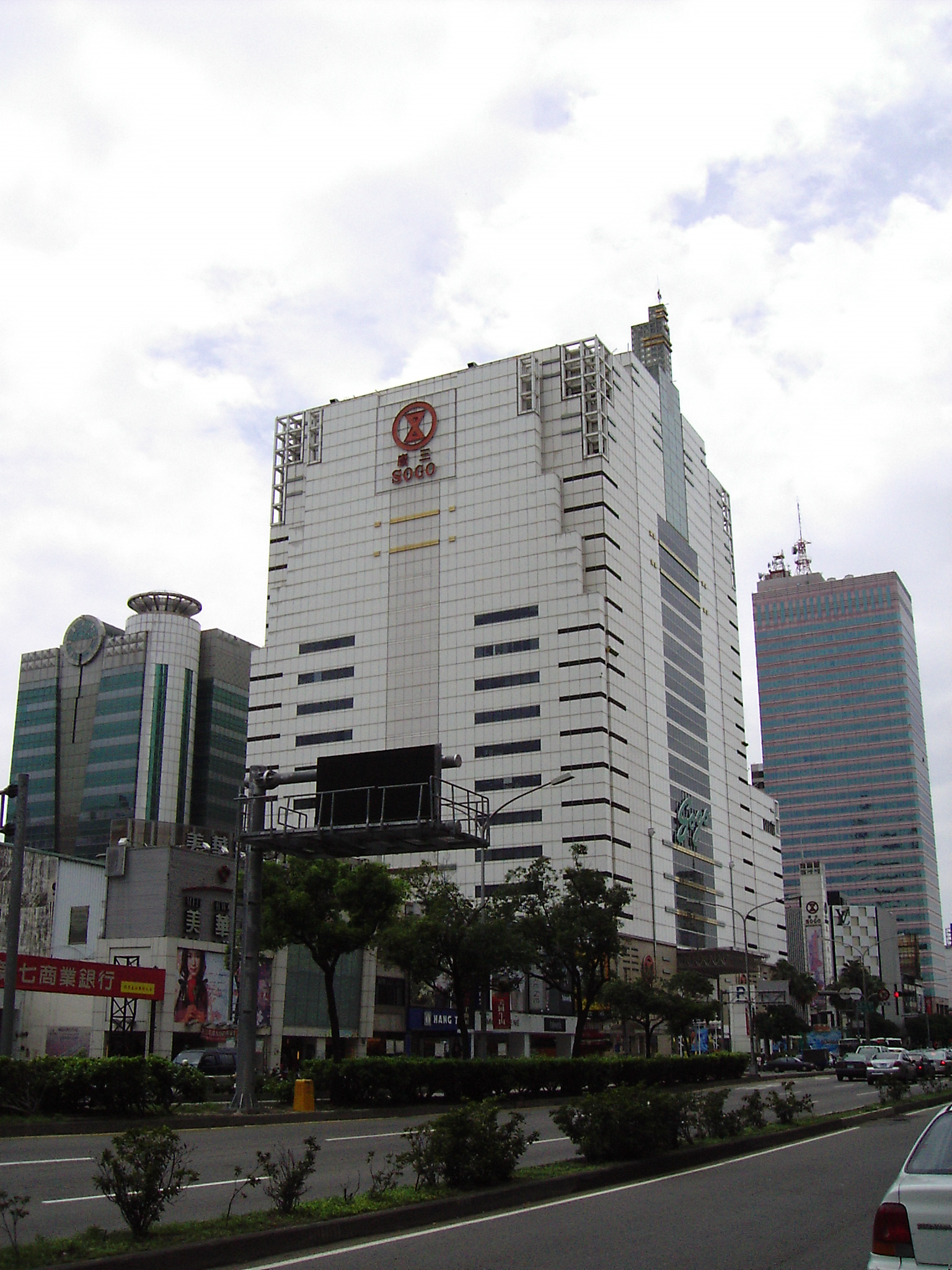
台中 廣三崇光

経営破綻に至るまでは積極的に展開を行い、中国、香港、台湾、タイ、マレーシア、シンガポール、インドネシア、イギリス、スペインに　合弁会社、現地法人を設立していた。が、再建中に資本は全て引き上げ撤退した。2021年現在でも台湾、香港、マレーシア、インドネシアに「そごう」の商標を用いているものもあるが、これはライセンス供与フランチャイズで、運営は現地資本の企業が行っている。
- 北京荘勝そごう（中国大陸） 
北京庄胜崇光百货（北京語読み：ペイジン・チュアンシェン・チョングァン・パイフォ 英文表記：Junefield SOGO Department Store  Group Ltd.)
北京市西城区宣武門外大街8号 地下鉄4号線菜市口駅 1998年（平成10年）6月[54]24日開店。84,000m2。
1998年（平成10年）4月3日設立。荘勝百貨（ジューンフィールド・デパート）グループ。
「そごう・西武」との関係は商標貸与のみ[85]。中国本土で「そごう」を名乗れるのは当グループ店のみ。
武漢荘勝そごう　湖北省武漢市礄口区解放大道374号　33,700m2。2000年（平成12年）12月24日開店。
- 香港そごう（香港）
香港崇光百貨（英文表記：SOGO Hong Kong Company Limited）
香港島銅鑼湾（コーズウェイベイ）1985年（昭和60年）5月31日開店[10]。売り場面積33,000m2[5]。
1983年（昭和58年）9月設立。2001年（平成13年）1月 香港企業利福國際グループ （Lifestyle International Holdings）に売却したため、「そごう・西武」との関係は商標貸与のみ[85]。
九龍尖沙咀（チムサーチョイ）支店  2005年9月30日開店。2014年2月閉店。[86] 同年11月、近くにあるシェラトンホテルのショッピングモールに再開。[87][88]
- 遠東SOGO（台湾）
太平洋崇光百貨（北京語読み：タイピンヤン・チョングァン・パイフォ 英文表記：Pacific SOGO Department Stores Co., Ltd.）が運営。
1986年（昭和61年）3月会社設立。当初はそごうが出資していたが、2002年（平成14年）以降は台湾企業遠東グループの100%出資会社[89]。副会長は日本人・井上哲氏。「そごう・西武」との関係は商標貸与のみ。
本社 台北忠孝館　台北市大安区忠孝東路四段45号 1987年（昭和62年）11月11日開店[10]。同店の開店により「ダブルそごう計画（20店舗構想）」が達成された。初日に33万人の来店客を集めた[10]。地上13階建て総面積53,000m2[10]。
台北市内の他、中壢（1998年(平成10年)9月開業[54]）、新竹、高雄（1996年（平成8年）9月開業[54]）に支店がある。2017年9月1日、店舗名は遠東そごうに変更された[90]。
- 廣三そごう（台湾）
廣三崇光（北京語読み：クァンサン・チョングァン 英文表記：Kuang San SOGO Department Store）
台中市西区台湾大道二段459号 36,000m2。
1992年（平成4年）3月12日 台湾 廣三建設との合弁で「廣三崇光百貨股份有限公司」設立。
1995年（平成7年）11月11日 本館開業。1999年（平成11年）12月6日 2館開業　21,000m2。
1998年（平成10年） 債務超過や違法な金銭授受の疑いで廣三建設が財務危機に陥り、曾正仁会長が逃亡。
2003年（平成15年） 2館閉店。ビルを活性化するために「廣三崇光國際開發股份有限公司」が設立されたが、5年間に所有者は何度も交代し、スラム化していた。
2007年（平成19年） 國泰人壽（キャセイ生命）が2館を13億NT$で買収。それぞれ商業ビルとオフィスビルとしてリニューアルし、再生された。
「そごう・西武」との関係は商標貸与のみ。会長は日本人・原島榮一氏、前会長・辻裕氏。[91] 12階には紀伊國屋書店が入居。

- 香港そごう 銅鑼湾店
- 台北 太平洋崇光
- 台中 廣三崇光

- そごうインドネシア SOGO Department Store Indonesia
地場財閥「カジャ・ツンガル Gajah Tunggal」との合弁。そごうグループを離れた後も商標はそのままで存続[85]。中流以上の層を対象としたデパート。
  - プラザ・インドネシア店（ジャカルタ） Plaza Indonesia 売り場面積16,000m2[5]。
Jl. MH Thamrin Kav 28-30, Jakarta Pusat
1990年（平成2年）3月1日開店[92]。インドネシア1号店。2006年（平成18年）2月　プラザの改築の際、閉店。スーパーマーケット部門のみ残し「ザ・フード・ホール・グルメ The Food Hall Gourmet」と改称して営業している。[93]
  - クラパ・ガディン・モール店（ジャカルタ） Kelapa Gading Mall
Jl. Kelapa Gading Boulevard Blok M East Jakarta
1995年（平成7年）1月開店。11,000m2。華僑系高級住宅街に立地。
  - プラザ・スナヤン店（ジャカルタ） Plaza Senayan
Jl. Asia Afrika No.8 South Jakarta　紀伊國屋書店入居。
1999年（平成11年）10月29日開店。スナヤンはプラザインドネシアと並ぶ高級モール。
  - ポンドキンダ・モール店（ジャカルタ） Pondok Indah Mall
Jl. Metro Pondok Indah South Jakarta 2005年（平成17年）開店
  - エンポリウム・プルイット（ジャカルタ） Emporium Pluit Mall
Kawasan CBD Pluit Jl. Pluit Selatan Raya North Jakarta　スーパー無し。
  - セントラル・パーク・モール店（ジャカルタ） Central Park Mall
Jl. Letjen S. Parman Kav.28 West Jakarta　スーパー無し。
  - コタ・カサブランカ・モール店（ジャカルタ） Kota Kasablanka Mal
Jl. Casablanca Raya Kav.88 South Jakarta
  - パリス・ファン・ジャワ店（バンドン） Paris van Java
Jl. Sukajadi No.137-139 Bandung
  - サン・プラザ店（メダン） Sun Plaza
Jl. K.H. Zainul Arifin No.7 Medan
  - プラザ・タンジュンガン店（スラバヤ） Plaza Tunjungan
Jl. Embong Malang No.7-21 Surabaya
  - ギャラクシー・モール店（スラバヤ） Galaxy Mall
Jl. Dharmahusada Indah Timur No.35-37 Surabaya
  - バリ・コレクション店（バリ・ヌサドゥア） Bali collection
BTDC Complex Nusa Dua, Nusa Dua　スーパー無し。
  - ディスカバリー・モール店（バリ・クタ） Discovery Shopping Mall（centro）
Kartika Plaza Street, Kuta 2006年（平成18年）開店。スーパー無し。
- そごうKL SOGO (KL) Department Store Sdn Bhd
1991年（平成3年）7月、マレーシア旧国営コングロマリット、プルナス Pernas との合弁会社「そごうプルナス」として設立。
  - そごうクアラルンプール SOGO Kuala Lumpur
190, Jalan Tuanku Abdul Rahman, Kuala Lumpur ラピドKL アンパン線バンダラヤ駅前 売り場面積58,000m2[5]。
1994年（平成6年）1月[5]18日、マレーシア初の高層アパートだったスレイマン・コート跡地に開店。[93]クアラルンプールの庶民的ショッピング・エリア、トゥアンク・アブドゥル・ラーマン通り界隈に立地。そごうグループを離れた後も商標はそのままで存続[85]。一般庶民向けのファミリー・デパート。かつて入居していた紀伊國屋書店はスリア KLCCに移転している。
- ペナンそごう[5]（ペナン州） Penan SOGO
10150 Georgetown, Penang
1989年（平成元年）[5]9月 「ガマ・デパート」 Gama Supermarket & Departmental Store 開店。地下2階地上8階 売り場面積11,000m2[5]。
1989年（平成元年）12月 広島そごうがガマを約3940万RMで買収。[94]そごうグループを離れたガマ・デパートは存続している。かつて入居していた紀伊國屋書店は撤退。
- そごうシンガポール SOGO Department Stores (S) Pte Ltd 
1984年（昭和59年）1月 シンガポール開発銀行 The Development Bank of Singapore Limited（旧政府系）との合弁会社として設立。国家的プロジェクトとして同行が立地していた場所を開発した「ラッフルズシティRaffles City」[95]に賃貸入居。
  - ラッフルズ・シティー店 Raffles City　
Raffles City Shopping Centre 252 North Bridge Road, Singapore
1986年（昭和61年）10月25日開店[96]。2000年（平成12年）9月30日閉店[97]。売り場面積12,500m2[5]。
撤退後はイギリス資本の ロビンソンズRobinsons（アメリカ系ロビンソン百貨店とは別）、マークス&スペンサーMarks & Spencerが入居。
  - タンピネス店 Tampines Store
1993年（平成5年）[5]4月開店。1998年（平成10年）10月閉店[54]。売り場面積5,400m2[5]。撤退後、2009年（平成21年）4月からショッピング・モール「タンピネスワン」tampines1
  - パラゴン by そごう Paragon by SOGO
290 Orchard Road, Singapore 1989年（平成元年） 6億9000万S$で買収。1996年（平成8年）12月 約6億8230万S$で売却。
そごうグループを離れた後モール・グループが運営。グッチ、ダンヒル、サルヴァトーレ・フェラガモなどの高級ブランド中心の高級ショッピング・モール。
- そごうタイランド SOGO（Thailand）Co., Ltd.
1983年（昭和58年）7月設立。タイ アマリン開発公社Amarin Development Public Co.,Ltd他 地場資本51%の合弁会社。資本金2,500万B。
バンコク ラーチャダームリ通り、ラーチャプラソング交差点交差点に庶民派の「アマリンそごう」と高級志向の「エラワンそごう」の2店が隣り合って並んでいた[5]。どちらも大成建設が建てたビル[98]、どちらもそごうタイランドとアマリンが出資しながら、それぞれ独立した会社による運営だった。そごう本体の破綻の都合で撤退。合弁パートナーが撤退する場合、タイ側に株式を譲渡することがタイの法律で定められている[99]ため、2店ともアマリンが引き継いでショッピング・センターを運営することになった。
  - アマリンそごう Amarin SOGO Co., Ltd
500 Ploenchit Rd., Lumpinee, Patumwan, Bangkok. BTSチッドロム駅と直結。
1984年（昭和59年）[5]12月1日開店。アマリン・タワー Amarin Tower 1-4階。そごう海外1号店[5]。売り場面積12,000m2[5]。
撤退後、「アマリン・プラザ Amarin Plaza として運営されている。タワー9階にはJCBプラザ、15階には盤谷日本人商工会議所が入居する他、ホテル、スパなどがある。
  - エラワンそごう Erawan SOGO Co., Ltd
494 Rajdamri Road, Pathumwan, Bangkok.
1990年（平成2年）12月4日開店。グランド・ハイアット・エラワン・バンコクビル内。売り場面積13,435m2[5]。
撤退後、2004年（平成16年）11月24日から高級ショッピングセンター「エラワン・バンコク Erawan  Bangkok として運営されている。「バーバリー」の旗艦店、タイ初出店の「コーチ」などが入居。[100]
- ロンドンそごう SOGO(London) Ltd 
1991年（平成3年）10月1日会社設立。1992年（平成4年）7月[5]7日開店。1999年（平成11年）[85]4月閉店。売り場面積2,037m2[5]。後、ヴァージン・メガストアーズVirgin Megastores
ヨーロッパ1号店[5]。中心地のピカデリーサーカスに出店していたが、2000年（平成12年）初めには土地・建物を売却して撤退した[54]。
- バルセロナそごう SOGO Espana S.A.
1991年（平成3年）5月設立。1992年（平成4年）開店[5]。1996年（平成8年）閉店[85]。売り場面積7,400m2[5]。
当時スペイン一高い高さ153mの「ザ・ホテル・アーツ・バルセロナ」も併設して運営していたが[5]、売却して撤退した[54]
- ビバリーヒルズのロデオドライブにショッピングセンターも出店していたが、2.25億ドルで買収したものを1.3億ドルで売却して撤退した[54]。

## 構想はあったが出店を断念した店舗

### 北海道地方
札幌そごう新館
大通公園を擁する大通地区の滞留性を踏まえ、札幌駅前地区においても買い物客を引き止めるセンター機能を創造するため、隣接地に開業するJRタワーの商業空間に対応する形で増床を構想していた。

### 東北地方
北上そごう
岩手県北上市。ツインモールプラザの核テナントとして川徳と出店を競り合ったが、バブル崩壊により断念。計画地にはダックビブレが進出、後にさくら野百貨店北上店へ転換。
仙台そごう
水島廣雄時代や、ミレニアムグループの新店舗として、仙台にそごうの出店計画が数回あったが、その後に断念。
郡山そごう
1983年（昭和58年）1月に国鉄郡山駅前西口市街地再開発ビルの核店舗として出店が決まり、1984年（昭和59年）1月に郡山市が建設申請を提出し 同年10月に申請が受理されていたが、1985年（昭和60年）4月に百貨店を核とする再開発計画に慎重派だった青木久が市長に当選したため、1986年（昭和61年）1月出店断念。予定地には2001年（平成13年）3月に郡山ビッグアイが落成。

### 関東地方
土浦そごう
土浦駅前の再開発ビルウララの核テナントとして出店予定だったが、1985年（昭和60年）12月に出店を断念。その後イトーヨーカドーが出店、同店撤退後は土浦市役所となった。
成田そごう
京成公津の杜駅前のユアエルム成田の核店舗として出店予定だったが、経営不振により出店断念。その後イトーヨーカドーが出店。同店撤退後はロピアとなった。
千葉ニュータウンそごう
1996年（平成8年）に印西市の千葉ニュータウンに出店予定だったが、ジャスコ（現：イオン、イオンモール千葉ニュータウン内）が出店したため断念。
八千代そごう
東葉高速鉄道開通に伴い、沿線に出店を計画するも、地元の反対、成田・幕張・千葉そごうとの兼ね合いなど諸般の事情で頓挫。イトーヨーカドー（フルルガーデン八千代）やイオン（イオンモール八千代緑が丘）が出店。
JR東日本幕張そごう
JR東日本との共同計画。千葉市美浜区の幕張新都心にあるJR海浜幕張駅南側の約5,300m2に、約330億円を投じて地上9階建てのビルを建設し出店する計画だったが、採算性に問題があるとして計画を撤回した。当初の計画では1996年（平成8年）春に開店予定だったが、1992年（平成4年）3月に白紙撤回し出店を断念。
北千住そごう
北千住駅前再開発事業計画で、1988年（昭和63年）に出店を発表したが断念し、2004年（平成16年）にマルイ北千住が開業した。
池袋そごう
東京拘置所跡地再開発への出店計画。当初そごうは売場面積4万平方メートルでの出店を計画し、同地に同じく6万平方メートルの出店計画をもっていた名鉄百貨店と並び立つ進出構想であった。一度はそごうの出店が決定し、1975年（昭和50年）2月に建築許可を取得したが、オイルショック後の建築費高騰を受けてデベロッパーの新都市開発センターと施工業者の間で意見対立が発生。この過程でビルの建設規模が縮小され、池袋駅と地下道・地下街で結ぶ計画も進展しないなど、そごうが求める出店条件を満たせなくなったことから進出を取りやめた。同地に開業したサンシャインシティには、三越直営によるサンシャインシティ・アルタなどが入居した。
新宿そごう
新宿貨物駅跡地への出店を計画。賃料が坪3万円を超える見込みとなったことから、そごうは採算が合わないとして出店を断念。競争入札には髙島屋・そごう・伊勢丹・西武百貨店・丸井が参加、髙島屋が競合他社を超える条件を提示し、1996年にタカシマヤタイムズスクエアを出店した。
JR東日本立川そごう
JR東日本との共同計画。1993年（平成5年）12月出店発表（共同子会社設立合意）。当初の計画では1997年（平成9年）開店予定で、JR立川駅南口の商業ビルの核店舗として入居予定だったが、1996年（平成8年）6月に出店を断念。1999年（平成11年）に阪急百貨店との折半出資によるグランデュオ立川が開業。
溝口そごう
JR武蔵溝ノ口駅・東急溝の口駅前の川崎市主導の再開発ビル（現：NOCTY）のコンペに参加したが、ヤング・ファミリー層から支持を受けた丸井に決定し、1997年にマルイファミリー溝口が出店。
橋本そごう
JR橋本駅北口市街地再開発事業で、競合した近鉄百貨店の2倍となる賃料坪単価8,000円以上を提示、地元の京王百貨店を含む競合を退けて1989年（平成元年）10月に出店が決定。そごうの経営悪化により1993年（平成5年）8月に出店凍結、その3年後に出店契約を解約して正式に出店断念。計画地には2000年にマイカルが橋本ビブレを出店、橋本サティへの改称を経て、イオン橋本店。
横浜そごう新館（新・横浜スカイビル）
そごうの経営悪化により1992年（平成4年）6月に出店凍結、自然消滅。1996年（平成8年）9月の新ビル竣工により丸井横浜東口店（現・マルイシティ横浜）が出店。
港北ニュータウンそごう
センター南駅（1993年開業）前のタウンセンター第2地区開発計画で出店を予定していた。当初計画では建物面積約50,000m2、事業費約500億円。コンペには他に横浜髙島屋、西武百貨店、東急百貨店の3百貨店が参加した。1995年（平成7年）開店予定だったが出店を断念。同年に東急百貨店の地域子会社（西南東急百貨店）が出店を決定、1998年に港北東急百貨店S.C.と港北東急百貨店が開業した。

### 中部地方
清水そごう
静岡市清水区。静岡鉄道が運営していた遊園地、狐ヶ崎ヤングランド跡地に1995年（平成7年）の開業を目指すも撤回。計画地にはイオン清水店が出店。
駿東そごう
静岡県駿東郡清水町。バブル期に大東紡績三島工場跡地に県東部地区最大の百貨店を計画。バブル崩壊により出店断念。その後ユニーとキミサワが出店を表明するも実現せず、最終的には1997年（平成9年）にHome Assistを核とするサントムーン柿田川が開業。2008年にサントムーンアネックス（エディオン）がオープンした。
JR名古屋そごう
名古屋市中村区。JR東海と合弁で松坂屋とともに出店候補に挙がったが、最終的にはジェイアール名古屋タカシマヤが出店。
四日市そごう
三重県立四日市工業高等学校跡地の再開発ビルであるアムスクエア（現・トナリエ四日市）の商業棟コンペで、高島屋、松坂屋、西武百貨店、ジャスコ（ボンベルタ業態を想定していた）と競うも、松坂屋に決まり出店を断念。その松坂屋も最終的に2001年に閉店した。

### 近畿地方
阿倍野そごう
そごう本店が立地する心斎橋地区では、交通網の変化により梅田や難波に立地するターミナル型の百貨店への顧客流出が起きており、そごうとして大阪市内で将来性が見込まれる新しい立地を模索していた。この中で国鉄や私鉄各社、地下鉄、バスといった交通機関が集中する阿倍野地区が最適地として役員間で意見が一致し、水島廣雄の指示で出店に適した土地の情報収集を開始したのが阿倍野出店計画の始まりである。
当初は阿倍野地区にあった近鉄映画館の土地を進出候補地とし、交渉に入るも同社社長の急逝により断念した。この経緯を知った隣接地の鳥潟病院の院長から、病院を郊外に移転する形で敷地の譲渡を持ちかけられ、そごうが住吉区我孫子に所有していた配送センターの土地と交換することで合意、そごうの自社用地7千平方メートルを阿倍野地区に確保した。
この用地は大阪市が計画していた阿倍野再開発事業に含まれており、そごうが取得した土地を市に提供することを条件に、市が建設する再開発ビルへの出店が決定した。再開発ビルは地下1階地上12階、延床面積13万8千平方メートルの計画で、1972年（昭和47年）に法人の「阿倍野そごう」を設立。レジャーやカルチャー、ハウジングなど新しい要素を取り入れた百貨店として、そごうグループ最大となる売場面積8万2千平方メートルの店舗を開店する予定であった。
開店時期は当初1976年（昭和51年）秋を予定していたが、大阪市側の都合で再開発事業の着手が遅れ、1981年（昭和56年）時点では1983年（昭和58年）秋の予定とするなど順延。そごう本体の業績悪化により1993年（平成5年）夏時点で未着工・計画中店舗の出店凍結方針が打ち出され、出店を断念した。計画地にはあべのキューズタウンが2011年（平成23年）4月26日開業し、イトーヨーカドーあべの店が入居した。
湊町そごう
湊町駅前の再開発計画の一環。駅ビル商業層への出店計画だったが、そごうの経営悪化により1992年（平成4年）6月に出店を凍結。
茨木そごう
JR茨木駅にほど近い日本たばこ産業の工場跡地に、売場面積85,000m2の百貨店の出店を計画して1991年（平成3年）に出店契約を結んだが、経営不振から計画中止。出店予定地にはマイカル茨木（現・イオンモール茨木）が建設され、2001年（平成13年）より営業している。実現していれば当時最大規模となる郊外型百貨店だった。
中百舌鳥そごう
南海高野線中百舌鳥駅前再開発への出店計画。西武百貨店と争奪戦の末に1992年（平成4年）10月に出店が決定したが、そごう本体の経営悪化で1993年（平成5年）夏に未着工・計画中店舗の出店凍結方針が打ち出され、進出を断念した。
中百舌鳥そごうの出店用地は、そごう本体と奈良そごうが債務保証し200億円で購入した。しかしバブル崩壊による地価下落で2000年頃には50億円以下の実値となっており、そごうグループがバブル期に全国で取得した土地の中でも帳簿上と実際の価値の乖離が大きく、経営の重荷のひとつとなった。
りんくうタウンそごう
関西国際空港の対岸部の埋立地「りんくうタウン」に出店を計画。1989年（平成元年）出店構想発表。1990年（平成2年）競合していた三菱地所・近鉄グループと共同分譲を締結した。
三田そごう
そごう神戸店三田出張所を開設し、顧客の開拓を進めていた。標準店舗を計画していたが、その後断念した。

### 中国地方
伏見町そごう
福山駅前の伏見町市街地再開発計画の核店舗として1990年（平成2年）11月に出店を決定。他社の進出を阻止するための出店計画との見方もされていた。
防府そごう
防府駅の北東500メートルに位置する天神町1番街区の再開発計画の一環。地元の要請を受けて出店するもので、防府商工会議所が中心となり再開発会社「防府商業近代化株式会社」を設立し、他都市では大型店舗の進出反対が起こる中で地元側が全面的に協力する計画であった。
計画では丸信防府店（後のアルク防府店）を含む街区一帯を再開発し、1万5400m2の敷地に地上7階建てのビルを建設、この中にそごうが出店し売場面積は約2万m2を予定していた。このほか別棟として3階建てのビルも建設し、そごうとしての総投資額は約90億円、初年度売上目標は160億円であった。
防府そごうの出店計画は呉そごうに次ぐ広島そごうグループの中国地方多店舗化第二弾の構想で、開発担当や会社設立の役割は広島そごうの社員が担っていた。1985年（昭和60年）時点では1989年（昭和64年）1月初旬の開店を予定していた。
宇部そごう
広島そごうが1988年（昭和63年）12月、宇部市役所前の新天町一丁目西地区への出店計画を同市へ提出した。この出店計画を受けて1991年（平成3年）3月、対象地区の地権者らが新天町一丁目西地区市街地再開発準備組合を設立。同年7月10日、広島そごうが準備組合へ核店舗としての出店を正式に申し入れ、宇部市長や市議会議長にも協力を要請した。
同年に準備組合と宇部市が策定した基本計画では、宇部市役所の国道190号を挟んだ南側、山口銀行宇部支店（後の旧宇部銀行館）などを含む街区一帯2万2000m2の敷地に、そごうの進出を前提として地下1階地上8階建て、延床面積6万6300m2（そごう部分は2万9500m2）のショッピングセンタービルを建設し、地下1階地上14階建てのオフィスタワー（延床面積1万3900m2）と地下1階地上9階建てのパーキングビル（975台収容）を併設、そごうを含めた売場面積は合計3万5000m2、総事業費は300億円超を見込んでいた。
しかしそごう本体の業績悪化を受けて1993年（平成5年）夏に未着工・計画中店舗の出店凍結方針が打ち出され、準備組合側は1994年（平成6年）4月下旬、同年5月末までに出店意思を回答するよう要請、5月20日に広島そごうの担当者が宇部市や準備組合へ出向き、正式に出店計画の撤回を申し入れた。準備組合はそごうに代わる核店舗を誘致するよう市に要請し、再開発事業の継続を表明していたが実現せず、再開発予定地内では2006年（平成18年）に山口銀行宇部支店が隣接地へ新築移転、旧支店建物が公共施設の「旧宇部銀行館」へ改装されるなど、個別の施設整備が進んでいる。

### 九州地方
福岡そごう（天神そごう）
小倉そごうに続いて福岡市の天神地区への出店を構想し、1986年（昭和61年）2月には社長の水島廣雄が記者会見で「天神進出を実現したい、西鉄と地元業界との調整に期待している」と述べていた。同年に西鉄福岡駅の再開発構想が浮上すると岩田屋、井筒屋といった地元百貨店と並び出店意向を表明したが、最終的に西鉄は三越・井筒屋グループ（当初運営会社に井筒屋も出資）を選定し同地には1997年（平成9年）、福岡三越が開店した。
長崎そごう
長崎県と国が造成していた長崎港元船地区埋立地への出店計画。1993年（平成5年）に出店を表明したものの、地元商店街からの激しい反対運動を受け、1994年に出店断念。その後長崎そごうが予定されていたエリアはゆめタウン夢彩都が開業した。

### 海外
シドニーそごう
熊谷組と共同で買収した土地にオフィスを併設する超高層ビルを建設し、その中に出店する構想であった。現地ボンド・コーポレーションから買収したシドニーの中心部「パークプラザ」に出店を計画。1998年（平成10年）11月出店断念。
イスタンブールそごう
イスタンブール市街のタクシム広場周辺に出店を計画。1991年（平成3年）に出店を発表したが、その後断念。